# Gonzalo Jiménez de Quesada
Gonzalo Jiménez de Quesada (Granada o Córdoba, España, 1509-Mariquita, Provincia de Mariquita, Nuevo Reino de Granada, 16 de febrero de 1579) fue un abogado, adelantado y conquistador español con el rango de Teniente General que conquistó el territorio al que llamó Nuevo Reino de Granada, en la actual Colombia. Quesada es considerado como uno de los conquistadores más importantes del Imperio Español, entre otras cosas porque es el único conquistador abogado que llegó al continente americano. 
Fundó, entre otras, la ciudad de Santafé de Bogotá, actual capital de Colombia, el 6 de agosto de 1538. Gobernó Cartagena entre 1556 y 1557, y su última expedición la realizó entre 1569 y 1572 en busca de El Dorado, la cual culminó en forma desastrosa.

## Biografía

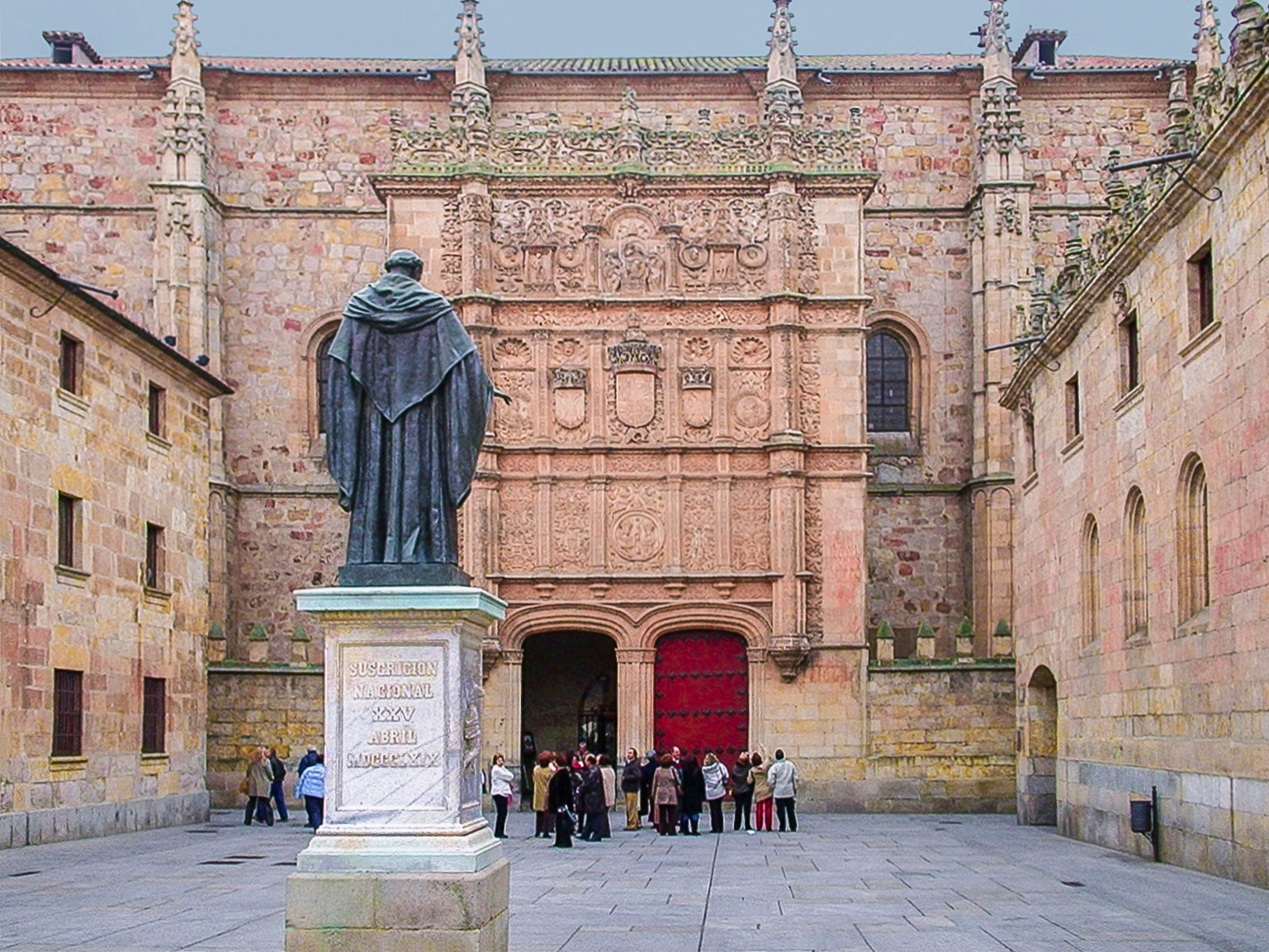
Universidad de Salamanca, donde Jiménez de Quesada estudió la licenciatura de Derecho.

No existe un claro consenso sobre el lugar de su nacimiento; algunos cronistas lo sitúan en Granada y otros en Córdoba en 1509. A Granada llegó su padre (llamado también Gonzalo) para ejercer la abogacía, y se cree que esta ciudad es la que con mayor probabilidad fue la cuna de Jiménez de Quesada, puesto que, como dice el cronista Juan Rodríguez Freyle, al territorio que conquistó le puso el nombre de Nuevo Reino de Granada por la semejanza que encontró entre el altiplano cundiboyacense «con los campos y vegas de Granada, patria del General». También se ha especulado sobre si su origen pudo ser de judeoconversos, aunque sobre este asunto no hay datos contundentes. 
Sobre el origen de Jiménez de Quesada coinciden la mayoría de las fuentes, entre las que se cuentan Juan de Castellanos, Juan Rodríguez Freyle y Lucas Fernández de Piedrahíta, mientras que los que defendieron su origen cordobés fueron fray Pedro Simón y Marcos Jiménez de la Espada. Estos últimos le dan un origen cordobés debido a que, al parecer, su padre, Luis (o Gonzalo) Jiménez y su madre, Isabel de Rivera, eran ambos naturales de Córdoba. 
Fue el mayor de seis hermanos, de los cuales Hernán Pérez de Quesada fue quien lo acompañó como segundo al mando en la expedición del río Magdalena; Francisco Jiménez de Quesada, que pasó al Perú en 1534 y fue de los primeros conquistadores que entró a Chile con Diego de Almagro, y los dos murieron cuando, al pasar por el Cabo de la Vela, los mató un rayo que cayó sobre el buque en que viajaban. Otro hermano, llamado Melchor, fue presbítero, el cual no pasó a América, y sus dos hermanas se llamaban Andrea y Magdalena.
Pasada la adolescencia, estudió en la Universidad de Salamanca la licenciatura de Derecho y regresó a Granada, ya abogado, alrededor de 1533, según algunos documentos que lo acreditan como Gonzalo Jiménez «el mozo» para diferenciarlo de su padre. Se sabe también que ejerció como abogado en la Real Audiencia de Granada. 
Fue formado en los tercios españoles de Flandes, una escuela de guerra para los frentes en Italia, Francia, Países Bajos, Alemania e Inglaterra, pues se sabe que Quesada combatió en 1530 en Italia y los Países bajos, estuvo presente en el Saco de Roma en mayo de 1527. Esto se sabe gracias a unos textos encontrados en Valladolid que escribió en años posteriores en la conquista, posiblemente desde América, donde explica cómo siendo un joven soldado,2 entra a Roma para saquearla durante seis meses.
La familia de Jiménez de Quesada, aparte de pertenecer a una tradición de letrados y abogados, tenía una pequeña industria de elaboración y tinte de telas de lino y lana, pero un pleito alrededor de los tintes provocó una crisis económica en la industria familiar, lo que impulsó a varios de sus miembros, entre ellos Gonzalo y su hermano Hernán, a salir de la Península. Luego de trabajar en la Real Audiencia de Granada, Gonzalo habría ido a Italia en 1534 para enrolarse en los recién fundados tercios españoles, oficio en el que estuvo poco tiempo antes de partir para América.

## Viaje a América

### Preparativos del viaje
Existe en el Archivo General de Indias un documento de 1535, recomendando al gobernador Pedro de Heredia a un tal Gonzalo Jiménez, para pasar a Cartagena desde España. No está claro si se trata del mismo Jiménez de Quesada, pero es posible, puesto que ningún Gonzalo Jiménez terminó llegando a esa gobernación.
Cuando se supo en la Península la muerte de García de Lerma, gobernador de Santa Marta, se le dio aviso de la vacante a Pedro Fernández de Lugo, caballero muy rico en la isla de Tenerife. Fernández de Lugo se hallaba al tanto de las noticias de la provincia de Santa Marta por informes de Francisco Lorenzo, soldado que había estado en esa provincia y que se hallaba en Tenerife.
Despachó Fernández de Lugo a su hijo, Alonso Luis Fernández de Lugo, para que fuese a la Corte y adelantase en su nombre las diligencias necesarias para adquirir la gobernación. Llegado a la corte Alonso Luis a principios de 1535, consiguió el nombramiento para su padre con el título de Adelantado de las provincias y reinos que conquistase. El Consejo de Indias firmó capitulaciones con Pedro Fernández de Lugo, imponiéndole las condiciones de ley. Alonso, su hijo, que se hallaba en Sanlúcar disponiendo lo necesario para el viaje, se hizo a la vela y llegó al puerto de Tenerife.
A mediados de 1535, Jiménez de Quesada se embarcó como parte de la comitiva del recién nombrado gobernador. Antes de embarcarse, el 10 de noviembre, fue nombrado en el Puerto de Santa Cruz Teniente de Gobernador para administrar justicia, cargo que también se conocía como Justicia Mayor.
El 2 de enero de 1536, Fernández de Lugo desembarcó en Santa Marta con 1200 hombres, entre los cuales figuraban Gonzalo Jiménez de Quesada, Pedro Fernández de Valenzuela, Antonio Ruiz de Orjuela, Gonzalo Suárez Rendón, Martín Galeano y Lázaro Fonte, entre otros muchos. El deplorable estado en que el nuevo gobernador encontró a la población española establecida en Santa Marta le impresionó sobremanera, pues Santa Marta se reducía entonces a unas pocas chozas pajizas que no pudieron prestar suficiente alojamiento a la cantidad de hombres y animales que acababan de desembarcar, por lo que muchos tuvieron que levantar tiendas de campaña. Hasta ese momento había estado al mando de la ciudad, de manera provisional, Antonio Bezos.
Los españoles en Santa Marta, además de vivir en deplorables chozas y vestir con desgastadas camisas y alpargatas, estaban en su mayor parte enfermos y agotados por las difíciles condiciones del clima, a lo que se sumaban los continuos ataques de las tribus Tayrona y Bonda, no obstante contar con la alianza de los indígenas Gaira y Taganga, que ayudaban a los españoles a defenderse de las tribus enemigas.
Con la llegada de la comitiva de Fernández de Lugo se desató una epidemia de disentería que llevó a muchos a la muerte. Esto dificultó aún más la labor del nuevo gobernador, que intentaba pese a todo suplir las necesidades de su población.

### Expedición a la Sierra Nevada de Santa Marta

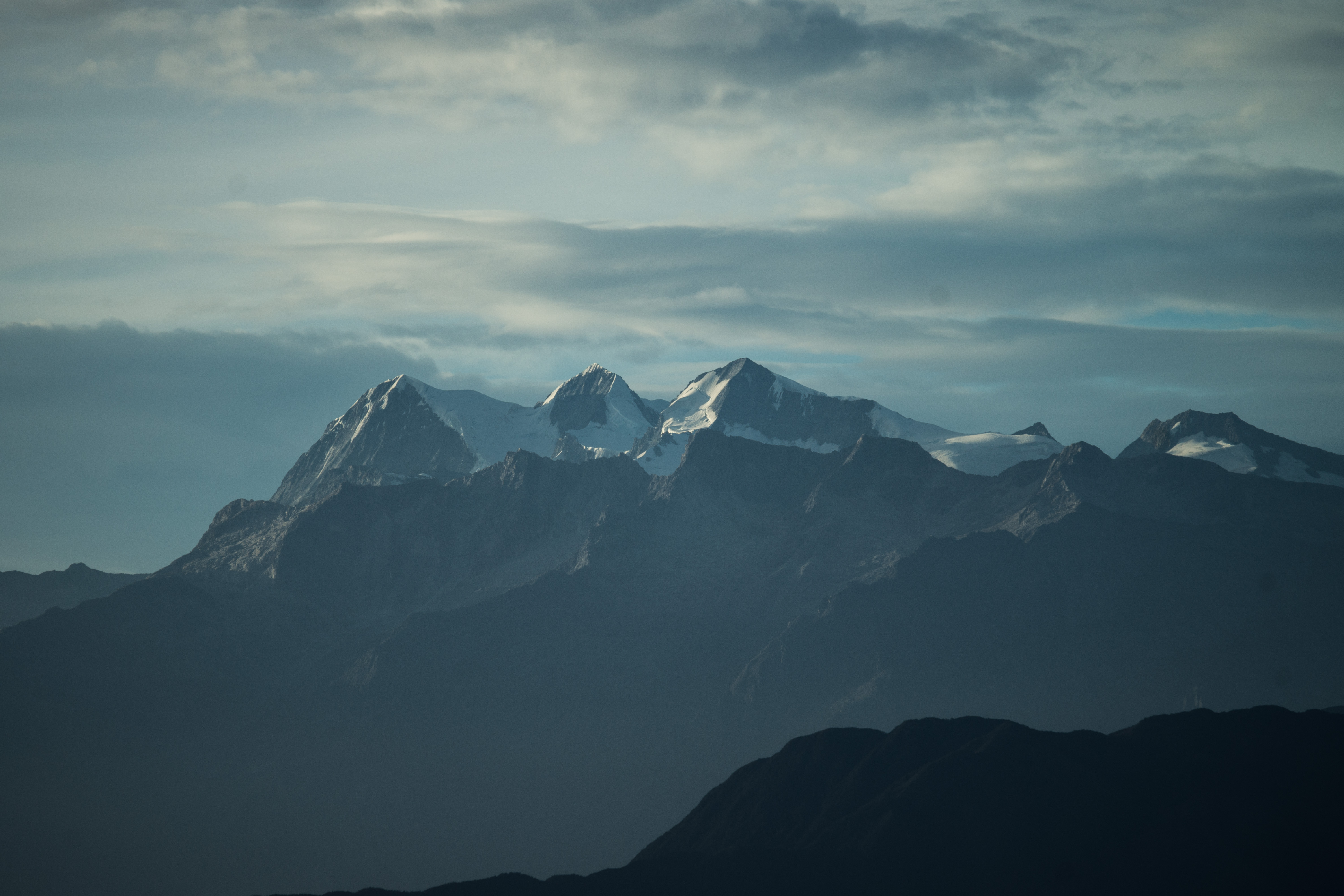
Vista de la Sierra Nevada de Santa Marta.

Para ocupar a los hombres y evitar una sublevación, el gobernador Fernández de Lugo preparó una expedición a la Sierra Nevada de Santa Marta, en la que participó Jiménez de Quesada en calidad de Justicia Mayor, pero la expedición regresó sin haber encontrado nada destacable. Entonces Fernández de Lugo comisionó a su hijo, Alonso Luis, para que dirigiera una nueva expedición hasta la comarca de los taironas. Alonso Luis Fernández de Lugo, en su expedición, tomó un gran botín con el cual se embarcó en secreto para España, sin que su padre lo supiera.  
Jiménez de Quesada, ante el robo de Alonso Luis a su padre, envió una representación ante la Corte de Madrid para que se le capturara y juzgara, pero en España el prófugo fue absuelto y tiempo después regresó a Santa Marta para ocupar el cargo de su padre.

## Expedición del río Magdalena

### Preparativos de la expedición
Tres meses después de su llegada a Santa Marta, en 1536, y debido a la precariedad que se vivía en esa ciudad, Jiménez de Quesada organizó desde esa ciudad una excursión hacia el interior del territorio siguiendo el curso del río Magdalena (llamado así por haberse descubierto el día de Santa María Magdalena), que separaba a las provincias de Santa Marta y Cartagena, con la intención de alcanzar el nacimiento de dicho río, que se suponía estaba en el Perú, territorio del que ya se tenían noticias por haber sido conquistado por Francisco Pizarro en 1532. 
Antes de esta expedición, varios gobernadores y capitanes de Santa Marta y Cartagena habían intentado ya remontar el río Magdalena sin éxito, pues su excesivo caudal y las espesas selvas que lo rodeaban hacían muy difícil la expedición. Lo máximo a lo que habían llegado eran 50 o 60 leguas río arriba, hasta la provincia de Sompallón. Por «lenguas de indios» (intérpretes) se habían enterado los gobernadores de Santa Marta y Cartagena de que río arriba había muchos pueblos y riquezas y grandes provincias y señores de ellas, pero ninguna expedición había tenido éxito, la mayoría de las veces porque el río estaba muy crecido por las lluvias hasta el punto de que las tierras alrededor del río se encenagaban, lo que imposibilitaba el paso.
No solo las gobernaciones de Santa Marta y Cartagena tenían intereses en esta expedición, sino también la gobernación de Venezuela, que estaba controlada por exploradores alemanes luego de que el emperador Carlos V arrendara por un tiempo la provincia de Venezuela a la familia de banqueros alemanes Welser de Augsburgo. También tenían interés en esta expedición los exploradores de las tierras de Urapari (Orinoco), los cuales tenían ya noticias de una rica provincia llamada Meta, que por información de los intérpretes indígenas venía a ser el nacimiento del río Orinoco. En las instrucciones de la expedición que debía emprender Jiménez de Quesada quedó estipulado que el contingente, en su ruta hacia el Perú (que en ese entonces pertenecía a la jurisdicción de la Gobernación de Nueva Castilla), debía procurar la paz con los indígenas que hallase en el transcurso. La expedición fue autorizada por el gobernador Pedro Fernández de Lugo.

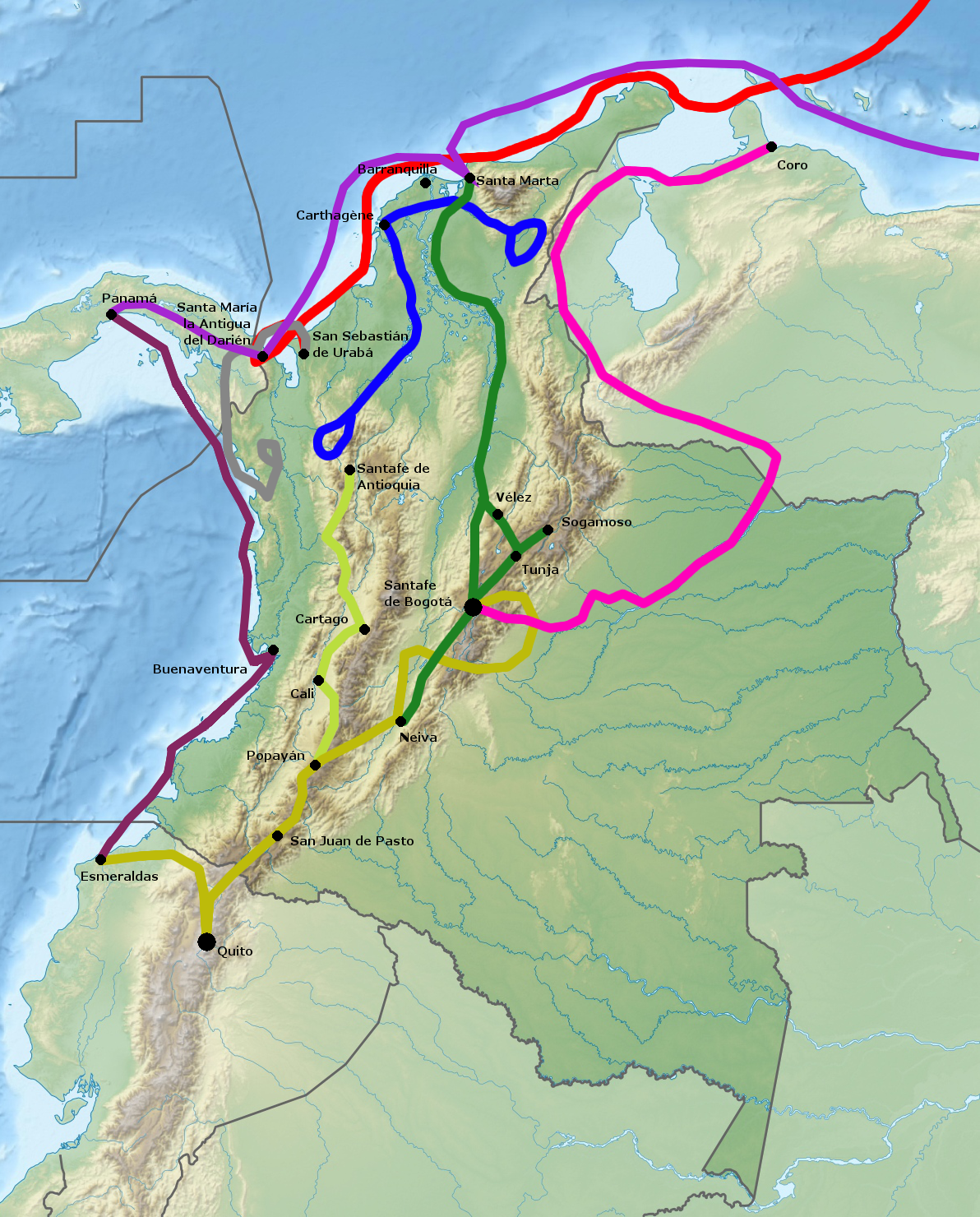
Mapa de las distintas rutas que siguieron varios conquistadores en la actual Colombia. El color verde oscuro corresponde a la ruta seguida por Jiménez de Quesada.

El 1 de abril de 1536, Jiménez de Quesada recibió del gobernador Fernández de Lugo, previo acuerdo con los demás capitanes, el nombramiento de Teniente General de las fuerzas destinadas a la expedición, según documentos conservados en el Archivo de Indias:

«Por las presentes, nombro por mi Teniente General al licenciado Jiménez, de la gente así de a pie como de a caballo que está aprestada para salir al descubrimiento de los nacimientos del río grande de la Magdalena, al cual dicho licenciado doy todo poder cumplido según yo lo hé y tengo de Su Majestad.»
(Documentos inéditos del Archivo de Indias. Vol. XLI. Imprenta de Manuel G . Hernández, 1879).

Jiménez de Quesada encabezó el grupo que iba por tierra como capitán general junto con su hermano Hernán Pérez de Quesada y los siguientes capitanes:
- Capitanes de infantería: Juan del Junco como segundo al mando, Martín Galeano como capitán de infantería, el capitán Juan de San Martín, el capitán Juan de Céspedes, el capitán Pedro Fernández de Valenzuela, el capitán Lebrija, el capitán Suárez Rendón y el capitán Lázaro Fonte.

- Capitán de caballería: Gonzalo García Zorro, natural de Guadalcanal.

- Capitanes de bergantines: El capitán Juan Chamorro al mando de los dos primeros bergantines y Juan Gallegos como jefe de la segunda flotilla, con otros dos bergantines, acompañado de los capitanes Gómez Corral y Juan Albarracín.

- Capellanes: El dominico fray Domingo de las Casas y el presbítero Antón de Lescanes.

### Contratiempos con los bergantines
El 5 o 6 de abril de 1536 salió la expedición desde Santa Marta con la intención de remontar el río Magdalena. Jiménez de Quesada recibió plena autoridad para dirigir a los hombres a su discreción. La expedición estaba compuesta por dos grupos, uno por tierra y otro que remontaría el río. 
El grupo de tierra estaba integrado por 600 o 620 hombres repartidos en 8 compañías de infantería y 70 u 85 hombres repartidos en 10 compañías de caballería; el número de hombres varía dependiendo de las fuentes. El grupo que remontaría el río para encontrarse después con los hombres de tierra comandados, estaba integrado por 200 hombres repartidos en siete bergantines, pero solo dos embarcaciones lograron entrar en las bocas del Magdalena, al mando del capitán Juan Chamorro, mientras que dos o tres más se perdieron y el resto regresó a Cartagena y Santa Marta. En Santa Marta se habilitaron dos de esos bergantines y se nombró jefe de la flotilla al Licenciado Juan Gallegos y como capitanes a Gómez Corral y Juan Albarracín.

### Llegada a Tamalameque
En el río, el capitán Gallegos alcanzó la flotilla del capitán Chamorro en Malambo, y las dos flotillas de cuatro bergantines llegaron sin contratiempo a los dominios del cacique de Tamalameque, que era el punto de reunión con Jiménez de Quesada.
Los que iban por tierra, al mando de Quesada, tomaron la ruta del sur, rodearon la Sierra Nevada de Santa Marta, pasando por el territorio de los chimilas. Cuando llegaron a Valledupar, pasaron a Chiriguaná y Tamalameque, punto de encuentro con los que venían por el río, para luego dirigirse a Sompallón. Sin embargo, las dificultades fueron mayores que para los que iban por tierra, pues los caballos no eran de ninguna utilidad en las abundantes ciénagas pantanosas que cubrían toda la región; por el contrario, transportar por allí a los caballos resultaba una tarea de enorme dificultad.

### Primer intento de sublevación
En Tamalameque se reunieron los que iban por tierra con los que iban por agua. Allí Jiménez de Quesada tuvo que imponer su autoridad para que un grupo de hombres no se volviesen a Santa Marta, asustados por las contrariedades que ya habían sufrido para llegar hasta allí, pues el ardoroso clima y la abundancia de zancudos y animales peligrosos los hacía temer de lo que pudiera haber más adelante. Entonces el general organizó una compañía con los hombres más sanos y fuertes, bajo las órdenes de Jerónimo de Inza, para que fueran en la vanguardia abriendo camino por la selva virgen. Luego hizo que regresaran los más enfermos a Santa Marta por el río, y así dispuestas las cosas, se aprestaron a continuar la marcha río arriba.

### Llegada a Barrancabermeja

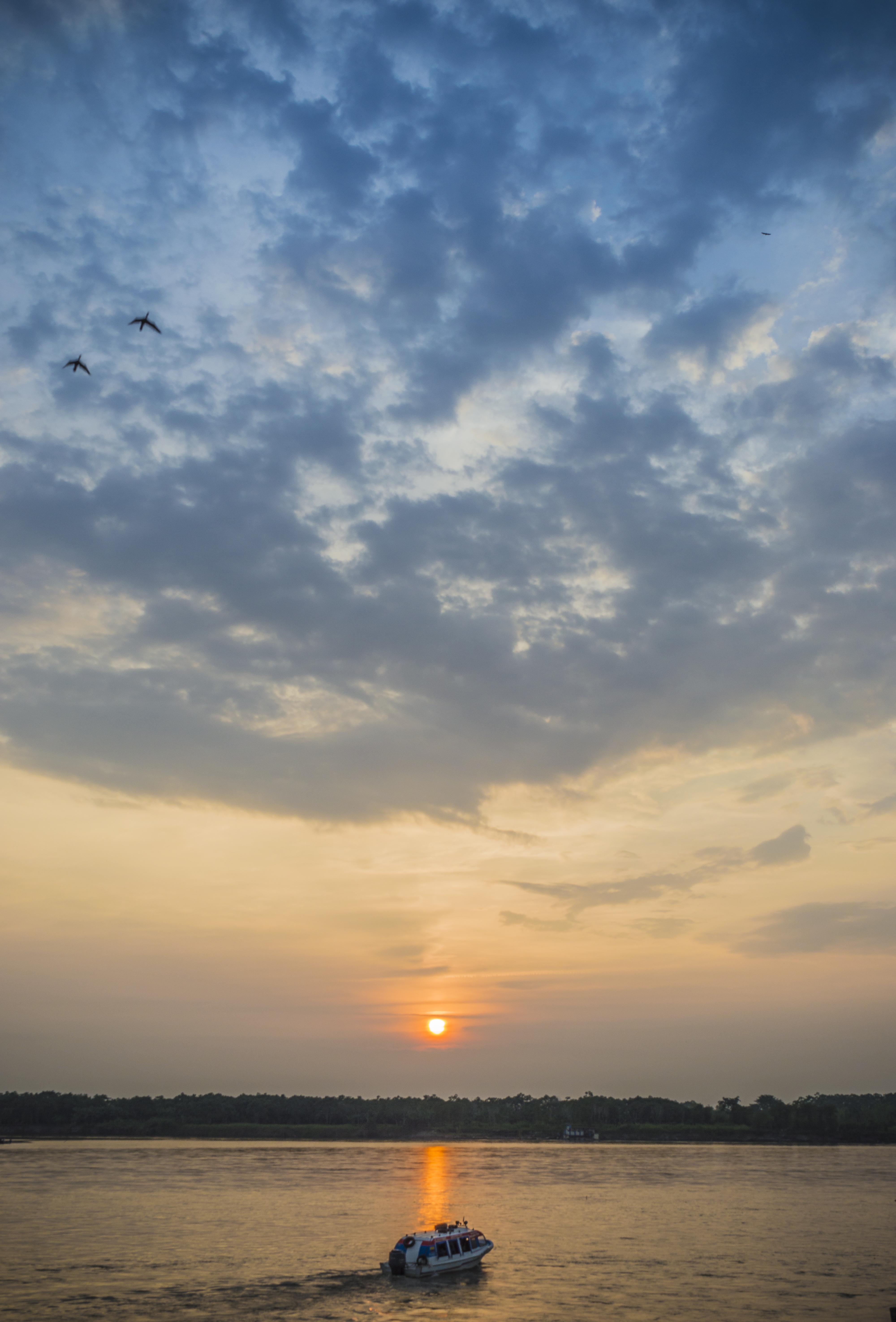
Vista del río Magdalena a la altura de Barrancabermeja.

Continuó la expedición su ruta por el Magdalena hacia San Pablo y Barranca. Después, los que viajaban por agua descubrieron una población en la ribera a 150 leguas de la costa. A esta población la llamaron Cuatro Brazos, pero fue más conocida como La Tora de las Barrancas Bermejas (la actual Barrancabermeja), llamada así por el color rojizo (bermejo) de las orillas del río. Cuando se le informó a Jiménez de Quesada de este descubrimiento, el general se embarcó hasta allí en compañía de Baltasar Maldonado, Fernán Vanegas y Antón de Olaya. Hasta este punto la expedición había sido  muy dificultosa por las cerradas selvas y el fuerte caudal del río.
En Barrancabermeja decidió Jiménez de Quesada esperar a los hombres que venían por tierra y luego dejarlos descansar, puesto que ya iban muy agotados. Mientras los esperaba, hizo explorar las tierras circunvecinas y el río. Días después regresaron los exploradores con la noticia de que las tierras en derredor estaban despobladas y que el río, que estaba tan crecido, había inundado mucho terreno alrededor de su cauce. Los bergantines habían logrado avanzar 20 leguas río arriba, pero volvieron sin noticias de haber visto nada particular, salvo unos pocos indios en unos islotes en medio del río.

### Segundo intento de sublevación
Ante la poca esperanza de encontrar algo, y debido a las difíciles condiciones de salud en que se encontraba la mayoría, el capitán Juan de San Martín y otros hombres intentaron sublevarse en Barrancabermeja. San Martín, haciendo de portavoz de sus compañeros, manifestó al General que tenían la intención de abandonar la expedición y regresar a Santa Marta, pero el general logró calmar los ánimos con la ayuda del capellán fray Domingo de las Casas.

### Descubrimiento del río Opón y de la sal andina
Con la esperanza de tener mejores resultados, Jiménez de Quesada organizó una segunda expedición, al mando de los capitanes Cardoso y Albarracín, y esta expedición dio mejores resultados, pues se descubrió el río Opón, y en sus orillas encontraron los exploradores un bohío en el que los indios tenían un tipo de sal diferente a la sal marina que hasta entonces habían consumido.
Hasta Barrancabermeja los españoles habían consumido sal en grano que se producía en las costas del mar de Santa Marta y que los indígenas comerciaban hasta 70 leguas tierra adentro con otras tribus. Después de esas 70 leguas, los españoles se percataron de que esa sal marina se hacía muy escasa y costosa, y solo la usaban los caciques y otros indios principales o nobles. El resto de los indios consumía sal elaborada con orina humana y con ciertas palmas que se molían hasta hacer un polvo salino.
Las gentes de allí utilizaban otro tipo de sal que no era en grano como la sal marina, sino que venía compacta en forma de panes o pilones grandes. Mientras avanzaban más hacia las montañas, más común era el uso de esta sal entre los nativos. De este modo dedujeron los españoles que, así como la sal en grano subía desde la costa, la sal en forma de panes bajaba desde las montañas.
Al preguntar a los nativos por el origen de ese nuevo tipo de sal, estos les respondieron que la traían unos mercaderes que venían de la tierra en que aquella sal se producía, que era una tierra grande y rica gobernada por un poderoso señor. Ante estas noticias, los españoles siguieron explorando hasta llegar a las Serranías del Opón, caminando alrededor de 50 leguas. Aquellas tierras eran muy dificultosas para andar y con escasa población de indios. Tiempo después se descubriría que el origen de la sal en panes eran los poblados muiscas de Zipaquirá y Nemocón.
Esta noticia, al llegar al campamento de Jiménez de Quesada, alentó los ánimos de los hombres. El General envió entonces al capitán San Martín a cerciorarse de la noticia y obtener datos más completos. Al remontar el río, San Martín encontró una canoa abandonada por los nativos en la que había finas mantas rojas de algodón y de excelente tejido, además de algunos panes de sal; al avanzar más, descubrió varias chozas que servían como depósitos de sal, y cerca de allí una población con cerca de 1000 habitantes. De allí regresó para informar de lo encontrado.
Jiménez de Quesada, ante la imposibilidad de seguir bordeando el río Magdalena, decidió adentrarse por el río Opón, ya que se habían hecho tan importantes descubrimientos. El río parecía venir de unas grandes sierras y montañas que se divisaban a mano izquierda, las cuales eran las Serranías del Opón, que después explorarían. Subiendo por la orilla del río, Jiménez de Quesada se enfermó de gravedad, por lo que dispuso que fueran adelante Céspedes y Olaya, quienes llegaron a la cumbre de una serranía, desde la que divisaron a lo lejos extensas tierras que debían estar pobladas.

### Expedición por las Serranías del Opón
Jiménez de Quesada se volvió a Barrancabermeja y allí dispuso que Gallegos se retornara a Santa Marta con la flotilla de bergantines y los soldados enfermos. Aunque aún no se había recuperado de su enfermedad, emprendió después el camino por las serranías de Atún (alto Opón).
Subiendo por las selvas, los españoles se vieron obligados por el hambre a comer, cocidos en agua, los cueros de sus armaduras, las correas y las vainas de sus espadas. En una ocasión en que acampaban a orillas del río, un jaguar sacó de la hamaca en que dormía al soldado Juan Serrano, ante cuyos gritos acudieron sus compañeros. El jaguar, asustado, dejó a Serrano y se escabulló entre la selva. Más tarde en la noche, el jaguar regresó y se llevó al soldado, cuyos gritos esta vez no pudieron ser escuchados por sus compañeros a causa del ruido de la lluvia torrencial que caía en ese momento.

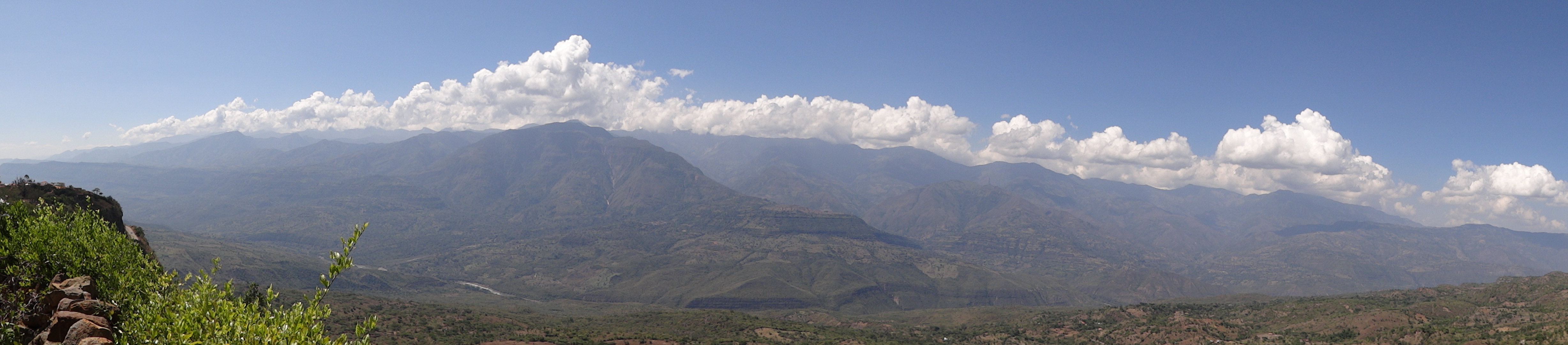
Vista de las Serranías del Opón, conocidas en la actualidad como la Cordillera de Los Yaruiguíes, en el Parque nacional natural Serranía de los Yariguíes.

## Lista de expedicionarios supervivientes
Al llegar al Valle de la Grita, ya en territorio muisca, la hueste  había quedado reducida a 180 hombres y 60 caballos, además de un número desconocido de acompañantes indígenas y esclavos negros. Se ignora el nombre completo de algunos conquistadores. Seis españoles murieron antes del reparto del botín, por lo que al final de la expedición quedaban con vida 175 expedicionarios.
1. Gonzalo Jiménez de Quesada,
2. Martín de Abriva,
3. Pedro del Acebo Sotelo,
4. Alonso de Aguilar,
5. Diego de Aguilar,
6. Domingo de Aguirre,
7. Martín de Aguirre,
8. Juan de Albarracín,
9. Juan de Alcalá,
10. Juan Alonso,
11. Juan Alonso de la Torre,
12. Pedro Alvarado,
13. Pero Añez,
14. Cristóbal Arias de Monroy,
15. Juan de Aroca,
16. Juan de Aroche,
17. Pedro Barranco,
18. Antonio Bermúdez,
19. Martín Bravo,
20. Pedro Bravo de Rivera,
21. Juan de Cáceres,
22. Diego Calvache,
23. Bartolomé Camacho,
24. Fray Domingo de las Casas,
25. Juan Castellanos,
26. Jerónimo Castillejo,
27. Antonio de Castro,
28. Catalán,
29. Juan de Céspedes,
30. Gómez de Cifuentes,
31. Pedro de Colmenares,
32. Gómez del Corral,
33. Criado,
34. Pedro Daza de Madrid,
35. Alonso Díaz,
36. Antonio Díaz Cardoso,
37. Juan Díaz,
38. Simón Díaz,
39. Alonso Domínguez Beltrán,
40. Juan Domínguez de las Canoas,
41. Juan Duarte,
42. Juan Fernández,
43. Juan Fernández Valenzuela,
44. Pedro Fernández de Valenzuela,
45. Francisco de Figueredo,
46. Lázaro Fonte,
47. Diego Franco,
48. Diego de Frías,
49. Martín Galeano,
50. Luis Gallegos,
51. Gonzalo García Zorro,
52. Juan García Manchado,
53. Pedro García de las Cañas,
54. Alonso Gascón,
55. Alonso Gómez Sesquillo,
56. Diego Gómez,
57. Francisco Gómez,
58. Hernán Gómez Castillejo,
59. Juan Gómez Portillo,
60. Pedro Gómez de Orozco,
61. Francisco González de Trujillo,
62. Juan González del Prado,
63. Juan González,
64. Juan Gordo,
65. Juan de Güémez,
66. Guillebién,
67. Alonso Hernández,
68. Alonso Hernández de Ledesma,
69. Antonio Hernández,
70. Francisco Hernández,
71. Martín Hernández de las Islas,
72. Pedro Hernández de Aguilar,
73. García del Hito,
74. Jerónimo de Lainza,
75. Juan Izquierdo,
76. Jiménez,
77. Julián,
78. Juan del Junco,
79. Antonio de Lebrija (conquistador),
80. Antón de Lezcámez,
81. Pedro de la Lombana,
82. Diego López Castilblanco,
83. Gil López,
84. Juan López,
85. Pedro López de Monteaguado,
86. Lorana,
87. Gonzalo Macías,
88. Juan Maldonado,
89. Baltasar Maldonado,
90. Alonso Martín Cobo,
91. Alonso Martín,
92. Diego Martín Hiniesta,
93. Hernán Martín,
94. Juan Martín,
95. Matarrubia,
96. Mateo,
97. Francisco Medrano,
98. Gaspar Méndez,
99. Francisco de Mestanza,
100. Juan de Montalvo,
101. Diego Montañez,
102. Juan Montañez,
103. Alonso de Morales,
104. Andrés de Murcia,
105. Hernando Navarro,
106. Francisco Novillo,
107. Pedro Núñez Cabrera,
108. Antón de Olaya,
109. Juan de Olmos,
110. Ordóñez,
111. Juan de Ortega,
112. Cristóbal Bernal,
113. Pedro (Pero) Yañez Portoes,
114. Miguel de Otáñez,
115. Juan de Palacio,
116. Alonso de Paniagua,
117. Diego de Paredes Calderón,
118. Gonzalo de Pereira,
119. Antonio Pérez,
120. Hernán Pérez de Quesada,
121. Juan de Pinilla,
122. Hernando de Prado,
123. Juan de Puelles,
124. Martín Pujol,
125. Juan Quincoces de Llana,
126. Juan Ramírez de Hinojosa,
127. Cristóbal de Roa,
128. Antón Rodríguez Cazalla,
129. Cristóbal Rodríguez,
130. Francisco Rodríguez,
131. Juan Rodríguez Benavides,
132. Juan Rodríguez Gil,
133. Juan Rodríguez Parra,
134. Pedro Rodríguez del Carrión,
135. Pedro Rodríguez de León,
136. Blasco Romero,
137. Diego Romero,
138. Juan Ruano,
139. Cristóbal Ruiz,
140. Pedro Ruiz Corredor,
141. Pedro Ruiz Herrezuelo,
142. Juan de Salamanca,
143. Pedro de Salazar,
144. Alonso de Salcedo,
145. Juan de Salcedo,
146. Francisco Salguero,
147. Hernando de Salinas,
148. Francisco de San Martín,
149. Juan de San Martín,
150. Bartolomé Sánchez,
151. Bartolomé Sánchez Suárez,
152. Francisco Sánchez Alcobaza,
153. Juan Sánchez de Toledo,
154. Juan Sánchez de Utrera,
155. Martín Sánchez Ropero,
156. Mateo Sánchez Cogolludo,
157. Miguel Sánchez,
158. Pedro Sánchez Sobaelbarro,
159. Alonso de Sandoval,
160. Miguel Seco Moyano,
161. Juan Sedano,
162. Bartolomé Segarra,
163. Diego de Segura,
164. Alonso Serrano,
165. Francisco de Silva,
166. Diego Suárez Montañez,
167. Gonzalo Suárez Rendón,
168. Juan Tafur (conquistador),
169. Francisco de Tordehumos,
170. Lázaro de la Torre,
171. Diego de Torres,
172. Juan de Torres,
173. Nicolao de Troya,
174. Salvador de Umbría,
175. Juan Valenciano,
176. Valle,
177. Andrés Vázquez de Molina,
178. Hernán Venegas Carrillo,
179. Villalobos,
180. Francisco de Villaviciosa,
181. Cristóbal de Zelada.

### Recorrido por la provincia de Vélez
Después de tan dificultoso viaje llegaron al sitio donde después se fundaría el pueblo de Vélez, en la provincia que llevará ese mismo nombre, en dominios de la Confederación Muisca. A partir de allí, el camino se hizo más aplanado y fácil de transitar. Además, por la altura en que se hallaban, el clima se hizo más templado, lo que sirvió en beneficio de la salud de todos los hombres, que recuperaron el buen ánimo.  
La nueva tierra descubierta estaba muy poblada por indígenas de aspecto distinto al que tenían los de las selvas y las costas, y cuyo idioma ya no podían traducir los intérpretes que habían llevado desde Santa Marta. Entretanto, los españoles iban pálidos y flacos por las muchas penalidades sufridas en el viaje, y casi del todo desnudos, pues las ropas se habían vuelto harapos, pero a los quince días de haber entrado en el altiplano cundiboyacense, según refiere Fernández de Piedrahíta, recobraron la salud por los buenos aires y el clima templado, así como los caballos, que se recuperaron de su extrema flaqueza, y como los indios les ofrecían hermosas mantas de algodón teñidas de vivos colores, se vistieron los españoles al estilo de los muiscas.

### Celebración de la primera misa
En enero de 1537, llegados al poblado muisca de Chipatá, tras casi un año de haber salido de Santa Marta, consideraron los españoles que las condiciones amables del clima, del terreno y de los habitantes de aquellas provincias eran favorables para celebrar una misa, a la que no habían asistido desde que salieran de Santa Marta. Fue entonces cuando el dominico fray Domingo de las Casas, para satisfacer la necesidad expresada por los soldados, dispuso que se construyera un altar, y con el pequeño lienzo de la crucifixión que al año siguiente usaría en la fundación de Bogotá, celebró la primera misa en territorio muisca, considerada también como la primera misa del Nuevo Reino de Granada.

### Reacciones de los indígenas ante los caballos

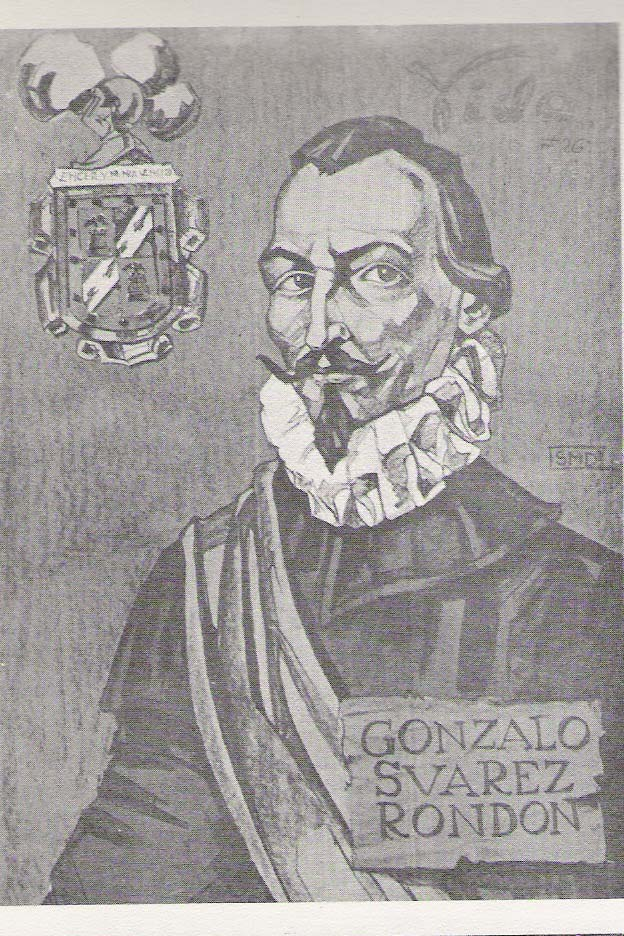
El capitán Gonzalo Suárez Rendón.

Continuaron los españoles la marcha rodeados por indios cada vez más numerosos, que se admiraban sobre todo de ver a los caballos, pues no sabían si hombre y caballo eran un mismo ser. El cronista Lucas Fernández de Piedrahíta refiere que algunos indios murieron de impresión, otros se quedaban pasmados y completamente paralizados al ver correr a los caballos, y otros cerraban los ojos por el temor. 
Cerca de los dominios del cacique Guachetá, en las proximidades de una quebrada, salieron muchos indios haciendo un gran ruido y arrojando a los españoles gran cantidad de flechas, pero no disparadas con arco, sino con un artefacto usado por ellos para arrojarlas. Al otro lado de la quebrada, otros muchos hacían ostentación de lanzas y macanas con muchos gritos que duraron hasta la media noche. A esa hora cesó el ruido y Quesada salió con algunos hombres, aprovechando la luz de la luna llena, para averiguar la causa del repentino silencio. Descubrieron luego que unos caballos habían corrido en pos de una yegua que estaba en celo y que con sus relinchos habían espantado a los indios. Sobre el particular dice el cronista Fernández de Piedrahíta:

... y contemplando bien el suceso, no por él se deben reputar los indios como cobardes, pues parece que lo mismo hicieran los nuestros, y otros de cualesquiera nación que haya en el mundo, si no hubieran visto semejantes brutos ni otros semejantes en la grandeza del cuerpo: y es cierto que viéndose de repente asaltados de animales tan extraños, no vistos jamás por ellos, ni oídos por carecer de escrituras y de contratación con otras naciones de Reinos en que se criasen, no fue mucho que huyesen. (...) justamente deben disculparse los indios de Vélez, pues más debe su retirada atribuirse a la admiración, hija de la ignorancia, que al temor nacido de la pusilanimidad.
Lucas Fernández de Piedrahíta, Historia de las Conquistas del Nuevo Reino de Granada, Libro IV, cap. IV (1688).

Habiéndose calmado los ánimos de los indios, siguieron los españoles su camino hasta que toparon con el río Saravita. A ese río cayó el capitán Gonzalo Suárez Rendón con su caballo. Al caballo se lo llevó el río, y el capitán pudo ser rescatado por sus compañeros; desde entonces se conoció al río Saravita con el nombre de río Suárez.
Continuaron la marcha hasta el pueblo de Ubazá, situado en las inmediaciones del río Saravita. Este pueblo de Ubazá lo encontraron desierto los españoles, pues sus habitantes habían huido a toda prisa cuando se enteraron de la llegada de los extranjeros. Sin embargo, a medida que avanzaban, el miedo de una parte de los nativos iba disminuyendo.
Pasaron luego por los pueblos muiscas de Moniquirá, Susa y Tinjacá y Guachetá. Después siguieron por Lenguazaque, Cucunubá y Suesca. En estas últimas poblaciones fueron recibidos por la población con abundantes ofrendas de venados, conejos y telas de variados colores.

### Llegada a Guachetá
Guiados por algunos indígenas, llegaron los españoles a Guachetá, poblado populoso al que llamaron San Gregorio, por haber llegado en el día de ese santo. Los habitantes de Guachetá, enterados de la llegada de los extranjeros, habían huido antes de que estos vinieran, dejando el pueblo abandonado. Y pensando que los españoles eran hijos del sol y comían carne humana, enviaron unos emisarios con un anciano amarrado, al que dejaron junto a una hoguera, por ver si se lo comían. Los españoles desataron al anciano y lo dejaron ir, pero pensando entonces los guachetaes que los extranjeros querían carne joven, arrojaron desde una peña a dos o tres niños de pecho. Ante los gritos del indio Pericón, intérprete de los españoles, los guachetaes se detuvieron y no arrojaron más niños.
Después los indios les enviaron una mujer y un hombre maniatados junto con un venado para que los españoles se los comieran. El venado sirvió de alimento a la tropa y los dos indígenas fueron liberados. Este gesto, y el haber acudido los españoles a apagar el incendio de una casa, creó mayor confianza entre los guachetaes, que regresaron al pueblo e hicieron la paz con los españoles. En Guachetá había un gran templo consagrado al Sol, junto al que levantaron los españoles una cruz, y allí mismo encontraron por primera vez unas esmeraldas.

### Llegada a Suesca
El 14 de marzo de 1537, Jiménez de Quesada llegó a Suesca, cuyos habitantes agasajaron a los españoles en su campamento con carne de venado y conejo, otras preparaciones a base de maíz y mantas de algodón pintadas de vivos colores.
Entretanto, el psihipqua llamado por los españoles como el Bogotá, que ya se había enterado de la llegada de los extranjeros, envió espías a Suesca para que se informasen de cuántos eran, las armas que traían y sus intenciones, para decidir con estos datos qué hacer. Los espías le hablaron al psihipqua de los caballos, a los que llamaban "venados grandes" en su lengua. El Bogotá ya tenía noticias de los caballos por informaciones anteriores, pero estos últimos espías se dieron cuenta de que un caballo había muerto y de que los españoles lo habían enterrado, por lo que quedaba descartado que fueran animales inmortales. También le describieron las armas que habían visto y el aspecto físico de los extranjeros.
Con ocasión de ir a visitar Quesada al cacique de Suesca, presenció el conquistador que el cacique permanecía amarrado en medio de su cercado, mientras sus nueve esposas se turnaban para azotarlo. Al preguntar Quesada el motivo del castigo, le informó el intérprete que el cacique se había excedido en una borrachera y que por eso sus esposas lo estaban castigando. Quesada les rogó a las mujeres que perdonaran al cacique, que ya derramaba sangre por la espalda, pero las mujeres no cedieron.

### El juicio de Juan Gordo
Estando los españoles en Suesca, un hombre muisca fue al campamento de los españoles con la intención de obsequiar a su General con dos mantas de algodón. En el camino se encontró con el soldado Juan Gordo. Al ver al español, el hombre se asustó y salió corriendo, dejando las mantas tiradas en el suelo. Gordo recogió las mantas y, días después, el hombre muisca se quejó ante el general de que ese soldado le había robado las mantas.
Jiménez de Quesada sometió a juicio a Juan Gordo, quien fue declarado culpable y condenado a muerte. La sentencia se ejecutó sin piedad para que, según el general, «los demás tuvieran freno».

### Llegada a Nemocón
De Suesca se encaminaron los españoles a Nemocón, población en la que se extraía la sal que habían descubierto cerca de Barrancabermeja. Desde Nemocón el terreno se veía más placentero, con extensas llanuras y poblaciones mejor trazadas con casas pintadas de colores, la mayoría de planta circular y unas pocas de planta cuadrada o rectangular. 
El psihipqua Bogotá, señor de Muyquytá, a cuyos dominios pertenecía Nemocón, estaba enterado de la llegada de los extranjeros por las noticias que le llevaban sus espías. Resuelto a expulsar a los extranjeros, envió a 500 de sus mejores güechas (guerreros muiscas) para que se enfrentaran a los españoles. Muchos güechas llevaban a la espalda las momias de insignes guerreros que habían muerto en combate. 
Los güechas del Bogotá atacaron a los españoles por la retaguardia cuando estos se dirigían ya de camino hacia la población de Zipaquirá, pero los españoles obtuvieron la victoria sin necesidad de esperar los refuerzos que llegaron poco después. 

### Llegada a Guatavita
En Guatavita, los españoles fueron bien recibidos por el cacique Guatavita, con quien se formó una alianza contra otros caciques. Para sellar esta amistad, el cacique Guatavita le entregó a su sobrino de 12 años a Jiménez de Quesada. El muchacho fue bautizado y se le nombró Gonzalo de Huesca, siendo nombrado Gonzalo porque Jiménez de Quesada fue su padrino de bautismo, y, sugiere el investigador Jorge Gamboa que Huesca podría ser una deformación de Suesca, donde según sus conjeturas podría haber nacido el muchacho. Gonzalo de Huesca aprendió rápidamente a hablar español y fue fiel sirviente y acompañante de Jiménez de Quesada, yendo a todos los sitios con la hueste española y sirviéndoles de intérprete con los indígenas.  

### Batalla de Cajicá
Los güechas que habían sido vencidos en Nemocón huyeron con rapidez y se refugiaron en la fortaleza militar de Busongote en Cajicá. Esta era la principal fortificación con la que contaba psihipqua de Muyquytá. Estaba fortificada con gruesos troncos de varios metros de altura y con cañas entretejidas cubiertas por telas de algodón de gran longitud. Al día siguiente salieron los güechas de su atrincheramiento y fueron derrotados por los españoles en una breve batalla. Los españoles ingresaron entonces en el fuerte de Busongote, donde encontraron abundantes provisiones de comida y mantas.

### Llegada a Chía y celebración de la Semana Santa
Desde Cajicá partieron los conquistadores hacia Chía, poblado con muchos habitantes, extensos cultivos y grandes construcciones. El edificio más grande que encontraron allí fue el templo de la Luna. Una peculiaridad de las construcciones que había en Chía era que algunas casas aisladas eran usadas por los indios nobles principales como casas de recreo, teniendo cada cual una ancha calle o avenida que salía de su portal, de cinco varas de ancho y media legua de longitud, tan derechas que aunque subiesen o bajasen por alguna colina, no se desviaban de la rectitud ni un solo punto. 
En Chía celebraron los españoles la Semana Santa en abril de 1537, un año después de haber salido de Santa Marta. Quedaron en buena amistad con los habitantes de esa población y se prepararon para continuar la marcha con la esperanza de encontrarse con el psihipqua Bogotá, del que ya tenían noticias. Sabían que el psihipqua residía en el cercado de Muyquytá, capital del Cacicazgo de Muyquytá, a tres leguas de Chía, por lo que comenzaron a enviarle propuestas de paz con mensajeros para así evitar tener que ir a las armas, pero el psihipqua desconfiaba y no quería tener ningún trato ni contacto con los españoles debido a una profecía que le advertía que moriría a manos de unos extranjeros venidos de lejanas tierras.

### Llegada a Suba y descubrimiento del "Valle de los Alcázares"
Cuando se estaban preparando para partir, o cuando ya estaban en camino hacia Funza, llegó a los españoles el utatiba (cacique) de Suba, conocido como Subausaque, suegro de Bogotá, el cual les agasajó con carne de venado, finas mantas de algodón y otros regalos, y aun cuando se hubieron ido de su poblado, el cacique seguía enviándoles regalos. Con este cacique hicieron los españoles una paz general que no se quebrantó nunca. Algunas fuentes hablan de otro cacique, llamado Tuna, que llegó junto con el de Suba para agasajar a los extranjeros.

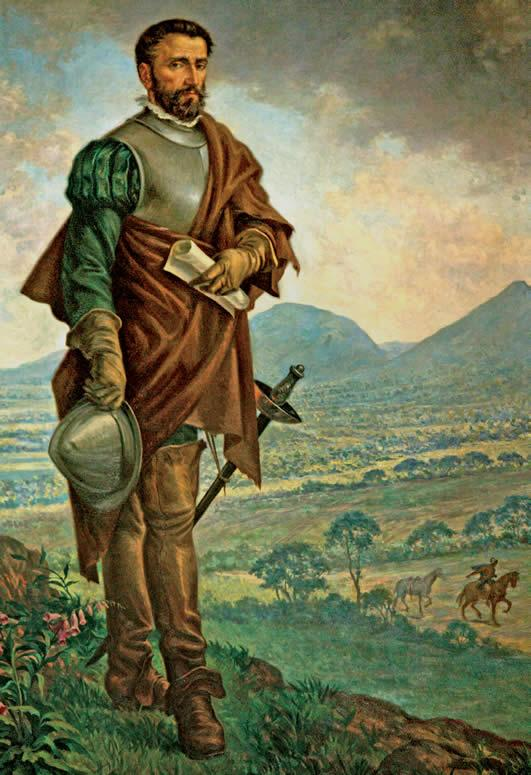
Gonzalo Jiménez de Quesada divisando el "Valle de los Alcázares", o Sabana de Bogotá, desde los Cerros de Suba.

Después del Domingo de Quasimodo, partieron los españoles de Chía, con cuyo utatiba quedaron en buena amistad, y llegaron a Suba, desde cuyos cerros vieron sobre el valle muchas poblaciones con grandes cercados y bohíos hechos de madera y barazones de arcabuco. Como estas edificaciones se veían desde lejos tan bien trazadas y construidas y de tan agradable disposición, el adelantado Jiménez de Quesada llamó a esa sabana el "Valle de los Alcázares", que después se llamó "Valle de los Alcázares de Bogotá" y, por último, "Sabana de Bogotá"; luego, por ser Jiménez de Quesada natural de Granada, llamó a la región descubierta Nuevo Reino de Granada. En Suba tuvieron que permanecer los españoles ocho o quince días, pues era época de lluvias y el río Bogotá estaba muy crecido y no los dejaba avanzar. Aprovecharon este tiempo para esperar algún mensaje de paz del psihipqua, pero esto no ocurrió. Entretanto, descansaron en aposentos bien dispuestos por el utatiba de Suba, y pasados los quince días, partieron hacia Funza.
Luego de que los españoles anduvieron por las tierras de Muyquytá y de que se adentraran por las de Tunja, donde tuvieron algunas batallas, regresaron a la Sabana de Bogotá, donde los esperaba de nuevo el utatiba de Suba con más regalos, por lo cual se afianzó aún más su amistad. Entretanto, el psihipqua, que era yerno del utatiba de Suba, enterado de que este estaba en tratos de amistad con los extranjeros, ordenó hacerlo prisionero e hizo quemar muchos de los cercados de Suba, matando también a mucha de su gente.
Tiempo después, luego de la muerte de Bogotá, el utatiba de Suba fue liberado de la prisión en que lo mantenía el psihipqua y bautizado poco antes de morir por fray Domingo de las Casas, capellán de la expedición de Jiménez de Quesada; de este modo, Subausaque fue el primer muisca en ser bautizado. El bautizo se efectuó por intermedio de un indígena al que los españoles llamaban Pericón, encontrado en el camino de Opón y convertido en intérprete y catequista. Ese mismo día fueron bautizados también todos los vasallos del utatiba, habitantes de Suba. Por voluntad de Subausaque, los habitantes de su poblado mantuvieron la paz con los españoles. Según fray Pedro Simón, el utatiba de Suba murió antes de que los españoles partieran por primera vez hacia Funza. Otra versión afirma que el utatiba de Suba murió antes de que los españoles salieran de Suba, y que éstos lamentaron mucho su muerte, pues al haber entablado tan buena amistad con él, hubiera sido un intermediario ideal entre ellos y Tisquesusa.

### Llegada a Muyquytá

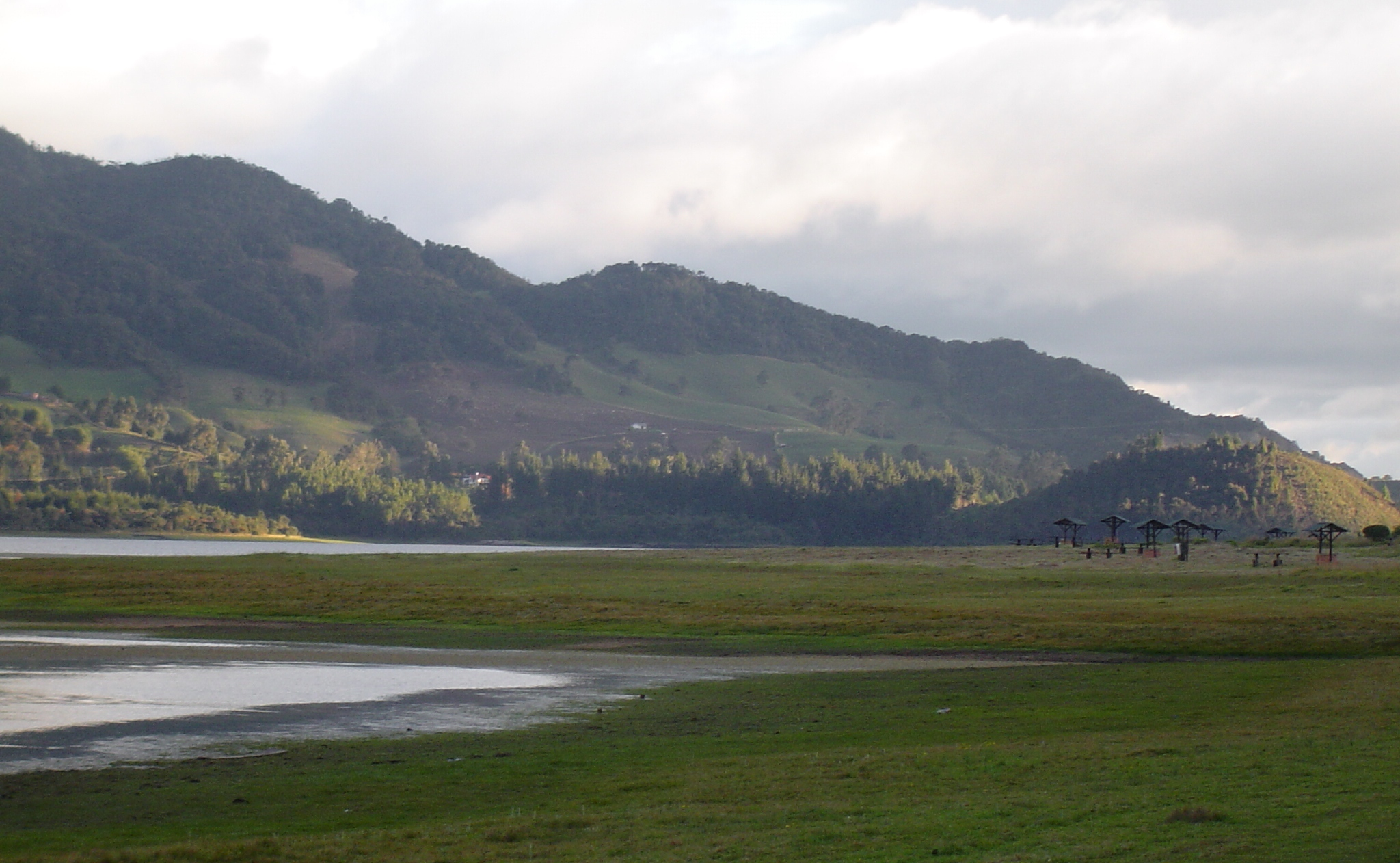
Vista de un sector de la Sabana de Bogotá.

Levantado el campamento de Suba, los españoles se dirigieron al cercado de Muyquytá, en donde residía el psihipqua llamado por los españoles el Bogotá. Llegaron sin encontrar resistencia, pues el psihipqua, al enterarse del avance de los extranjeros, ordenó el desalojo del poblado y huyó junto con su familia, su corte, sus sacerdotes y sus más de 400 esposas hacia el palacio de Facatativá.
Los españoles se alojaron en el palacio del Bogotá en Funza, donde no encontraron ningún objeto valioso de oro ni de ningún otro material precioso, pues todo se lo habían llevado los indios.

### Expedición contra los panches
Comoquiera que un grupo de muiscas, que acompañaban a los españoles desde Chía y Suba, les habían solicitado ayuda para derrotar a sus perpetuos enemigos, los pueblos panches de las tierras cálidas del Occidente del actual departamento de Cundinamarca, dispuso Jiménez de Quesada la exploración de aquella provincia occidental, para lo cual designó a los capitanes Céspedes y San Martín para que comandaran a las tropas. En poco tiempo sometieron a los panches, guiados por los muiscas, quienes cubrieron a los españoles y a sus caballos con armaduras de algodón como las que usaban sus güechas para amortiguar los dardos envenenados lanzados por los panches.

### Llegada a Chocontá
Mientras Jiménez de Quesada esperaba la llegada de las tropas de Occidente, Tisquesusa envió varias expediciones a que guerrearan con los españoles, pero, como se diera cuenta de la inferioridad militar de sus hombres, ingenió una estratagema para expulsar a los extranjeros de sus tierras. Como Tisquesusa ya sabía del interés que mostraban los españoles por el oro y las piedras preciosas, mandó a diez o doce de sus hombres para que hicieran desviar a los españoles del camino, diciéndoles que iban de parte del utatiba de Chocontá. Tisquesusa envió a sus hombres con comida, mantas y esmeraldas de Somondoco, con la instrucción de que llevaran a los españoles a Chocontá y que desde allí les indicaran el camino hacia las minas de Somondoco, que estaban a cuatro jornadas de Chocontá. El zipa previno también que los hombres que enviaba se vistieran como los chocontaes, cuyos trajes eran diferentes de los de los bacataes; al mismo tiempo, envió por delante un mensajero a Chocontá para prevenir a su utatiba del plan.
Entonces Quesada, decepcionado por no haber podido encontrar al psihipqua e intrigado por conocer el origen de las esmeraldas que le mostraban, decidió entonces, una vez que hubieron regresado las tropas del Occidente, partir hacia Chocontá guiado por los falsos emisarios enviados por el zpsihipqua, para luego seguir camino hacia el norte en busca de las minas de esmeraldas de Somondoco, a la vez que aprovecharía para buscar al hoa de Hunza, Eucaneme, de quien ya tenía noticias.
Luego de salir de Funza, Quesada pasó por Bojacá, cuyo utatiba no quiso cumplimentarlo, a diferencia de los otros caciques de la Sabana de Bogotá; después pasó por Engativá, Usaquén, Teusacá (actual municipio de La Calera), Guasca y Guatavita, hasta llegar al Valle de Chocontá cuatro días después de haber partido de Funza, el 9 de junio de 1537. En Chocontá los españoles fueron recibidos con agasajos y fiestas. Ese día se conmemoraba la Pascua de Pentecostés, que fue celebrada con una misa por el padre fray Domingo de las Casas, quien le dio al poblado el nombre de Pueblo del Espíritu Santo. Los cronistas españoles registraron que, al llegar Quesada a Chocontá, había un gran número de viviendas y una población abundante. El poblado estaba situado justo frente al actual, al otro lado del río Funza (antiguo nombre del río Bogotá), en el lugar que hoy se conoce como Pueblo Viejo.
La noche en que Quesada y sus hombres llegaron a Chocontá, un soldado llamado Cristóbal Ruiz enloqueció de la nada, mostrando todos los signos de haber perdido la razón; se comportaba de forma extraña, gritaba furioso y decía incoherencias. Esa misma noche, otros cuatro españoles experimentaron los mismos síntomas, y a la mañana siguiente eran ya más de cuarenta. Esto causó gran alarma entre Quesada y los demás hombres que no habían sido afectados. Sin embargo, la noche del segundo día los enfermos empezaron a reponerse. Entonces se descubrió que la causa de la locura transitoria había sido que algunas de las mujeres de Chocontá, con el fin de escapar de los españoles, se pusieron de acuerdo para echar en la comida de estos una preparación hecha con una planta alucinógena a la que los muiscas llamaban tyhyquy (brugmansia sanguinea, más conocida como "borrachera"), gracias a lo cual muchas mujeres huyeron. Después de esto, Quesada y sus hombres partieron hacia Turmequé, en camino hacia Somondoco, guiados por hombres de Chocontá. Antes de su partida, el utatiba de Chocontá fue bautizado y recibió el nombre de Pedro Rodríguez, quien murió 48 años después, en 1585.
Como hicieron en todos los pueblos por los que pasaban, los españoles preguntaban por el paradero del hoa Eucaneme. Aunque los habitantes de Chocontá eran vasallos del psihipqua y, por tanto, estaban enemistados desde tiempos antiguos con el cacicazgo de Hunza, no quisieron dar información alguna sobre la ubicación de Hunza ni del paradero del hoa.

### Descubrimiento de las minas de Somondoco y los Llanos Orientales
Desde Chocontá se dirigieron los españoles a Turmequé, Tenza y Garagoa. El utatiba de Chocontá envió algunos guías con los españoles que acompañaron al capitán Pedro Fernández de Valenzuela y a algunos soldados que iban con él, y les llevaron hasta las minas de esmeraldas de Somondoco, mientras Quesada y la mayor parte de sus hombres acampaban en Turmequé por haber sido informados por sus guías de que Somondoco era tierra carente de recursos, donde no se podría sustentar por varios días toda la gente que llevaban.
La comisión del capitán Valenzuela regresó con grandes muestras de esmeraldas y la noticia de haber visto desde las sierras inmediatas la dilatada extensión de los Llanos Orientales. Con este aviso se preparó una expedición a cargo del capitán San Martín, quien llegó hasta Iza, donde se enteró de la existencia de un poderoso cacique llamado Tundama; entonces volvió sin haber podido explorar los Llanos.

## La conquista de Hunza

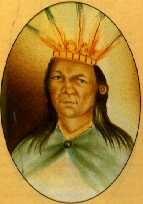
Hoa Eucaneme.

Jiménez de Quesada, junto con algunos soldados de a pie y de a caballo, marchó con rapidez hacia Hunza, o Chunsa, sobre la cual luego se fundaría la actual Tunja, intentando llegar de día, puesto que, según sabía, allí residía el poderoso hoa Eucaneme, quien era igual en dignidad al psihipqua de Muyquytá, e incluso se preciaba de tener preeminencia y antigüedad sobre los psihipquas.
El hoa, al enterarse por sus espías de la proximidad de los extranjeros, envió a su encuentro una comitiva con regalos de telas y alimentos para entretenerlos, mientras ponía a salvo el oro y las esmeraldas, de los que sabía ya que tenían gran codicia, pero cuando los mensajeros salían de Hunza, llegaban al mismo tiempo los españoles el 20 de agosto de 1537.
Cuando los españoles entraron en Hunza, se dirigieron al cercado donde residía el Eucaneme, que logró esconderse, dejando a cargo del cercado a su sobrino Quiminza. Allí  quedaron muy impresionados ante la vista del palacio real, cuyos muros estaban todos recubiertos de láminas de oro, mientras que en las puertas colgaban cortinas hechas de campanillas de oro. La confusión y el sobresalto de la multitud en ese momento fue considerable, pues Hunza estaba llena de personas que no estaban listas para la inesperada llegada de los extranjeros. Los guerreros güechas comenzaron a lanzar gritos de guerra, la población gritaba confundida y atemorizada y Jiménez de Quesada ordenó a sus hombres ponerse en posición defensiva, previendo un ataque inminente.
Los jinetes se enfilaron por delante a alguna distancia de la infantería para asegurar una mejor defensa, esperando las órdenes del capitán Suárez Rendón. En ese momento los indígenas cerraron las dos puertas de los cercados del palacio, dejando a los españoles sin opción de escape, encerrados entre cercado y cercado. Dichas puertas estaban, cada una, en dos cercados diferentes que rodeaban el palacio, y cada cercado distaba entre sí doce pasos.
Mientras tanto, la servidumbre del hoa arrojaba al exterior, de mano en mano, todos los objetos de oro que podían, sin que los españoles aún se percataran, pues estaban tratando de romper las ligaduras de la puerta del cercado que daba acceso al palacio.
Jiménez de Quesada bajó de su caballo mientras el alférez Antón de Olaya cortaba por fin las ligaduras de la puerta. Los dos fueron los primeros en entrar, espada en mano, al palacio, seguidos por el resto de los soldados. Entonces se dirigieron a la casa más grande y vistosa del palacio, abriéndose paso con cautela entre la multitud de personas atemorizadas. Cuando entraron en el gran bohío, encontraron en él al hoa.

### Captura del hoa Quiminza

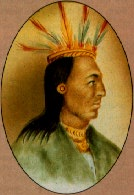
hoa Quiminza.

El hoa, sentado en un sillón de oro y rodeado de los nobles de su casa que permanecían de pie, se quedó impasible al ver entrar a los españoles. Jiménez de Quesada y Olaya dieron unos pasos y pusieron las manos sobre el hoa. Los siervos y vasallos del cacique lanzaron tales gritos de indignación y rabia que la multitud afuera quiso entrar, pero fueron contenidos por las lanzas de los soldados que aguardaban en la puerta. Al poco tiempo sobrevino la noche.
Después de algunas discusiones se concertó, mediante un intérprete, que el hoa y sus mujeres quedarían bajo la custodia de los españoles y se les garantizaría la seguridad y las consideraciones debidas a su rango. El verdadero hoa, Eucaneme, solo apareció cuando se sintió seguro, y los españoles se quedaron engañados, de tal forma que incluso en 1539, en el documento de fundación de la Tunja española, se menciona el cercado de Quiminza, y no el de Eucaneme. El engaño fue descubierto en 1540, y por órdenes de Hernán Pérez de Quesada se ejecutó a Quiminza, así como al "cacique viejo", que es como se referían a Eucaneme.

### Saqueo del palacio de Hunza
Esa misma noche los españoles recorrieron las casas del palacio con antorchas, por lo que se pudieron dar cuenta de que la mayor parte del oro había sido sacado de allí. Mientras veían las paredes revestidas de láminas de oro, los españoles exclamaban: «Pirú, Pirú, Pirú», pues Pirú era como se conocía en aquel entonces al Perú, del que ya se sabía su gran riqueza en oro.
Jiménez de Quesada ordenó hacer un inventario de lo que se encontrara. Hallaron muchas telas finas de todos los colores, gran cantidad de esmeraldas, láminas y joyas de oro y hermosos caracoles marinos guarnecidos de oro que servían a los indios como cornetas en sus días de fiesta y para anunciar las batallas. Cada soldado acarreó al gran patio del palacio todo lo que pudo, y escriben los cronistas que si hubieran podido romper las puertas antes, habrían logrado recoger muchas más riquezas y que, sin embargo, el montón de oro que se logró acumular era tan grande que los jinetes que hicieron guardia en torno a él no se veían entre sí.

## Saqueo de Sogamoso e incendio del Templo del Sol

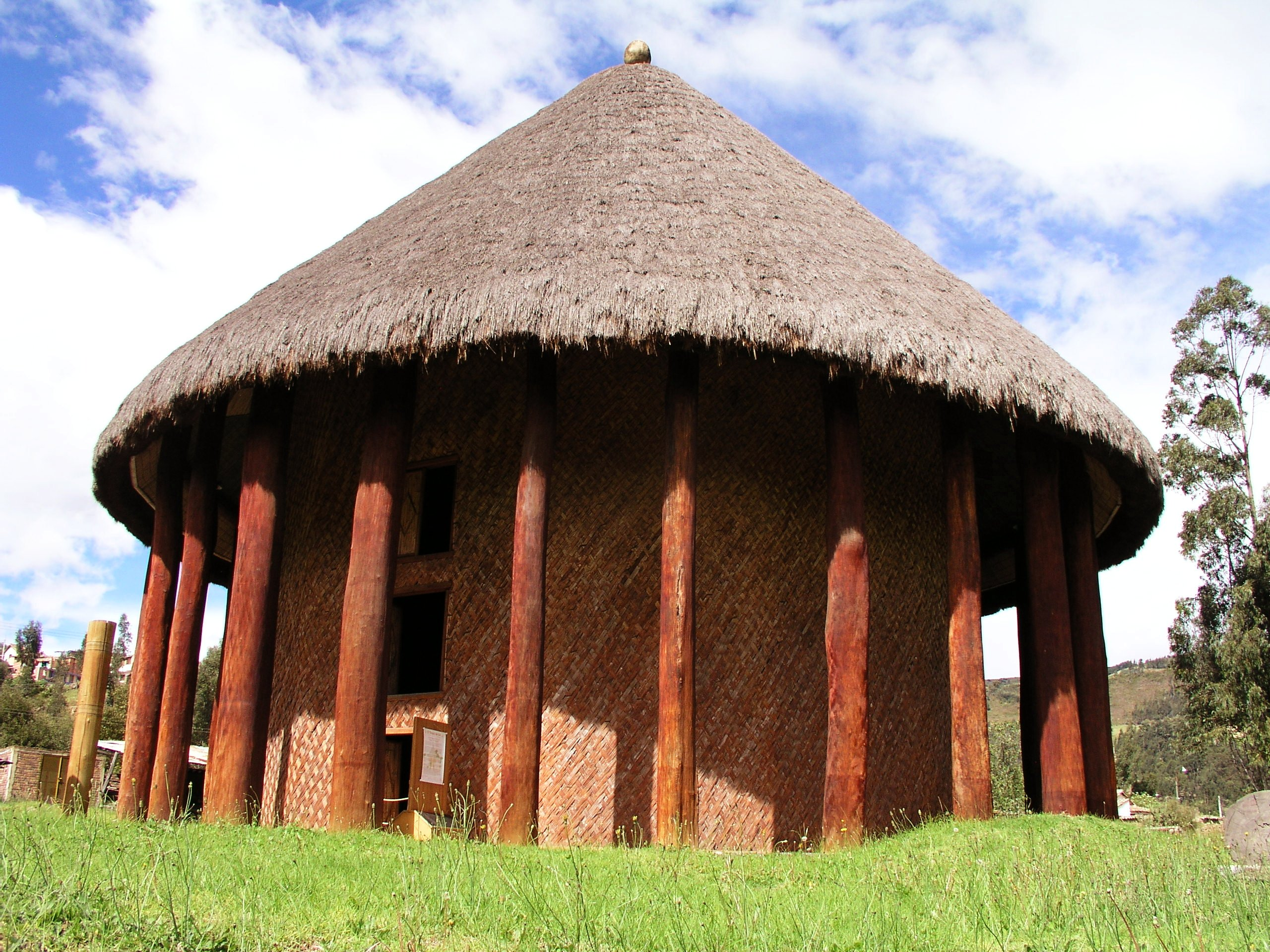
Reconstrucción del posible aspecto que pudo haber tenido el Templo del Sol de Sogamoso (Museo Arqueológico de Sogamoso).

En Hunza se enteró Jiménez de Quesada de que en un poblado llamado Suamox (el actual Sogamoso) había un inmenso templo dedicado al culto del Sol que estaba guarnecido de innumerables riquezas. El general decidió partir entonces hacia el norte en busca de esa población, dejando en Hunza al hoa hecho prisionero, a quien, no obstante, los soldados españoles seguían tratando con algo de respeto y consideración debido a su rango y a que así se lo había ordenado el general.
En su camino hacia Sogamoso, los españoles pasaron por Paipa y entraron en la comarca del cacique Tundama, quien logró escapar a tiempo y esconder sus tesoros, dejando decepcionados a los españoles.
Por la tarde alcanzaron el valle de Iraca, donde se levantaba la ciudad de Suamox, que era tierra sagrada para los muiscas. Los güechas de Sogamoso, advertidos de lo que había ocurrido en Hunza, estaban listos y preparados para la batalla, pero fueron vencidos sin dificultad por los españoles, quienes, ya avanzada la noche, pudieron entrar en el ya desierto pueblo de Sogamoso, cuyos habitantes habían huido aterrorizados.
En varias casas recogieron láminas y otros objetos de oro en buena cantidad. Los soldados Miguel Sánchez y Juan Rodríguez Parra fueron los primeros en entrar con antorchas en el Templo del Sol, en el que había muchas momias adornadas con oro y vestiduras coloridas. Como el suelo estaba cubierto de estera fina de esparto y las paredes de carrizos pulidos y entretejidos, el fuego de las antorchas, manejadas con torpeza por los soldados que querían recoger con las manos todo el oro que pudieran, hizo que se incendiara el lugar con mucha rapidez, quedando consumido y reducido a cenizas.

## Expedición a Neiva y el Valle de las Tristezas
Cuando regresaron los españoles a Tunja después del saqueo de Sogamoso, dejaron en libertad a Quemuenchatocha y emprendieron el camino hacia el Valle de Neiva, alentados por las noticias de grandes riquezas que había allí. En el camino, cuando pasaban por la llanura de Bonza, se enfrentaron en una sangrienta batalla contra el cacique Saymoso, al que los españoles llamaban Tundama, en la que Jiménez de Quesada estuvo a punto de morir, pues el Tundama había convocado a un inmenso ejército de indígenas armados de flechas envenenadas. Sin embargo, los españoles lograron vencer con dificultad.
Luego siguieron la marcha hasta Suesca, lugar predilecto de Jiménez de Quesada por el buen clima y buen trato que recibía por parte de los nativos. En Suesca estableció un cuartel general y desde allí continuó la marcha, atravesando a toda prisa la Sabana de Bogotá, bajó al pueblo de Pasca y llegó a las ardientes regiones del Magdalena cundinamarqués. 
La expedición fue desastrosa y con dificultad alcanzaron el valle de Neiva. Casi todos los hombres enfermaron y algunos murieron. Sin haber encontrado nada, se vieron forzados a regresar al Altiplano cundiboyacense, por lo que Jiménez de Quesada llamó al Valle de Neiva el Valle de las Tristezas.

## La Conquista de Muyquytá

### Asesinato del psihipqua Tisquesusa

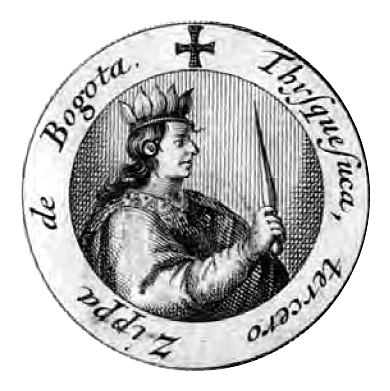
El psihipqua Tisquesusa.

Al regresar a la Sabana de Bogotá, el general se encontró con su hermano, Hernán Pérez de Quesada, quien le informó que había descubierto el paradero del psihipqua Tisquesusa, el cual se hallaba en su palacio de Facatativá.
Quesada partió por la noche hacia Facatativá acompañado por sus mejores hombres. Por fin, encontraron el palacio del psihipqua y emprendieron el ataque de inmediato. Los güechas de Tisquesusa, sorprendidos por el inesperado ataque, lanzaron flechas encendidas contra los españoles para intentar darle tiempo de huir al psihipqua, pero, por la confusión del momento, Tisquesusa salió corriendo en medio de la oscuridad, entre los matorrales, hasta que un soldado español, sin saber que se trataba del psihipqua, le atravesó el pecho con una espada. Al ver las ricas vestiduras y accesorios que llevaba, el soldado español lo despojó de todo, dejándolo desnudo y agonizando.
Al día siguiente, algunos vasallos de Tisquesusa encontraron su cuerpo luego de ver gallinazos volando en el sector. Enseguida lo levantaron y se lo llevaron con mucha cautela, dándole sepultura en un lugar desconocido.
Entretanto, los españoles, irritados por no haber hallado el tesoro de Tisquesusa, quien lo había hecho esconder, sino solo algunas alhajas propias de la vestimenta diaria, una vasija de oro en la que el zipa se lavaba las manos y muchos aprovisionamientos de comida, regresaron decepcionados a Funza y algunos días después se enteraron de que el zipa había muerto aquella noche.
Ante la debilidad de Chiayzaque, cacique de Chía y legítimo sucesor de Tisquesusa, Sagipa, hermano de Tisquesusa, asumió el mando del Zipazgo de Bacatá.

### Sagipa asciende al trono de Muyquytá

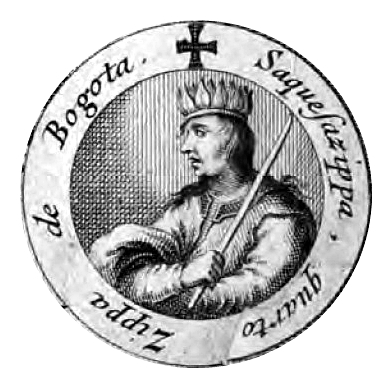
El psihipqua Sagipa.

Las tensiones entre los muiscas se intensificaron luego de la muerte de Tisquesusa, pues el heredero legítimo, Chiayzaque, sobrino del psihipqua y cacique de Chía, estaba a favor llegar a un acuerdo de paz con los españoles, pero no recibía el apoyo mayoritario de su pueblo, aunque contaba con el apoyo de la familia real y en especial de los uzaques (nobles de sangre) Quixinimegua y Quixinimpaba. 
Chiayzaque denunció ante Jiménez de Quesada a su tío Sagipa como usurpador del trono, pues este no había respetado las reglas de sucesión matrilineal que eran obligatorias entre los muiscas.
Entretanto, Sagipa no contaba con el apoyo de la Corte ni de la familia real, pero sí tenía el respaldo mayoritario del pueblo muisca y estaba decidido a combatir contra los españoles hasta obtener la victoria, a pesar de que los nobles uzaques hacían todo lo posible para entorpecer su labor. 
Pese a todas las dificultades, Sagipa se hizo nombrar psihipqua y de inmediato lideró numerosas tropas contra los españoles, causándoles algunas pérdidas de importancia. Sin embargo, el nuevo psihipqua no contaba con que los panches, tradicionales enemigos de los muiscas, estaban preparando un nuevo ataque a su territorio, lo que dificultaría en gran medida sus maniobras. Esto lo obligó a pactar una paz temporal con los españoles.

### Acuartelamiento en Bosa y encuentro con Sagipa
Mientras se decidía la sucesión del Zipazgo, Jiménez de Quesada, percatado de que las tensiones aumentaban, decidió acuartelarse en el pueblo muisca de Bosa, a orillas del río Tunjuelo, pues el terreno en este lugar era raso y yermo, no tenía bosques, lagunas ni pantanos a su alrededor, lo que le permitiría a la caballería maniobrar en caso de cualquier ataque. 
Estando en Bosa, recibió Jiménez de Quesada a los mensajeros del nuevo psihipqua, quienes llegaban con el ofrecimiento de pactar la paz, además de traer con ellos numerosos regalos entre los que se incluían sirvientes que le ofrecía el psihipqua al general español y muchas mantas, oro y esmeraldas. Poco después vino Sagipa a Bosa para encontrarse con Jiménez de Quesada.
Sagipa llegó a Bosa cargado en andas de oro por sus siervos y rodeado de su parentela y hombres de guerra, mientras algunos siervos iban por delante barriendo la tierra por donde iba a pasar la comitiva para que no hubiesen piedras ni otros obstáculos. A los indígenas les causó honda impresión que Jiménez de Quesada se atreviera a mirar a los ojos a su señor, pues a ellos les estaba prohibido hacerlo. A su vez, a los españoles les impresionó que incluso cuando el psihipqua iba a escupir, sus siervos ponían una preciosa manta de algodón para recoger su saliva como algo sagrado. También se percataron de que el lenguaje de Sagipa era distinto en algunos aspectos al de sus súbditos, quizás porque fuese más refinado, lo que notaron asimismo en sus modales.

### Batalla de Tocarema
Zaquesazipa le solicitó ayuda a Gonzalo Jiménez de Quesada para combatir a los panches, implacables enemigos de los muiscas, que acababan de asaltar la población de Zipacón, tomando muchos cautivos y destruyendo las sementeras y los cultivos. Quesada aceptó prestarle ayuda, y así partieron 12 000 güecha]s muiscas y 40 soldados españoles hacia el territorio panche de Anolaima, donde, después de varias batallas y combates sangrientos, los panches fueron vencidos en la Batalla de Tocarema. Varios panches que habían sido hechos cautivos, fueron entregados al zipa, y otros acudieron a Jiménez de Quesada con ofrendas de guamas, aguacates y oro.

### Tortura y muerte de Sagipa
Tras la rotunda derrota de los panches por parte del ejército mancomunado de los españoles y los muiscas, el zipa y los españoles fueron a Bojacá a celebrar el triunfo con grandes regocijos y fiestas. Allí ocurrió un hecho que fue reprochado por los mismos españoles, quienes atribuyeron a la excesiva codicia la infame actitud que había tomado el general. Jiménez de Quesada ordenó, en medio de la fiesta, que Sagipa fuera detenido y hecho prisionero, con la idea de hacerlo confesar el paradero de los tesoros del Bogotá, pues alguien le había dicho que el nuevo psihipqua estaba enterado del escondite de dicho tesoro.
Hernán Pérez de Quesada, a quien los cronistas atribuyen una mayor codicia que a su hermano, instó al general a poner por escrito la orden de arresto del cacique, apelando al derecho de conquista otorgado por el Rey de España. El psihipqua fue arrestado y hecho prisionero, lo que generó gran escándalo y asombro entre los muiscas, que no lograban entender el motivo.
Sagipa fue conducido prisionero a Funza, donde el conquistador le exigió que le entregara el tesoro del Bogotá y le dio a un plazo para que llenara un bohío con oro hasta el techo a cambio de su libertad. Sagipa respondió que le pediría el oro a sus vasallos y que en cuatro días esperaba obtenerlo. Vencido el plazo, el bohío aún no había sido llenado de oro, por lo que Jiménez de Quesada ordenó la tortura de dos uzaques que, por enemistad con el psihipqua, no querían entregar ni una pieza de oro. Los dos uzaques, al negarse aún después de ser torturados a entregar nada, fueron condenados a morir en la horca.
Sagipa se volvió melancólico y no respondía ya a las preguntas de los españoles, guardando silencio en todo momento. Jiménez de Quesada organizó entonces un juicio, poniendo como abogado defensor del cacique a su hermano Hernán. En el proceso se recurrió a la tortura para intentar hacer hablar a Sagipa, pero fueron tales los daños que recibió, que a los pocos días murió.

## Fundación de Santa Fe de Bogotá
Jiménez de Quesada pensó en ir pronto a la Corte de Madrid para dar cuenta de lo que había descubierto y así obtener el gobierno de aquellas tierras, pero se percató de que no podía partir sin formalizar la Conquista con mayores ceremonias. Entonces decidió echar los cimientos de un pueblo en el que permaneciesen los españoles seguros mientras él iba y volvía de España.
Para elegir el lugar apropiado, mandó explorar el campo y se decidió por el que le aconsejaron los españoles, en un lugar elevado junto a los Cerros Orientales, cerca del palacio de recreo de Teusaquillo, que pertenecía al cacique. El suelo allí era firme, sin población previa, y fértil, las aguas bajaban de los cerros en numerosos riachuelos y había en los alrededores suficientes bosques y piedra como para emprender la construcción de las primeras edificaciones. Además, las montañas del Oriente ofrecían una defensa natural contra el ataque de cualquier enemigo.
Se hicieron los cimientos y se le dio al poblado el nombre de Santa Fe, en recuerdo de Santa Fe de Granada. El procedimiento tradicional exigía las siguientes ceremonias y procedimientos:

Estando todos juntos, Gonzalo Jiménez se apeó del caballo y arrancando algunas yerbas y paseándose, dijo que tomaba posesión de aquel sitio y tierra en nombre del invictísimo emperador Carlos V, su señor, para fundar allí una ciudad en su mismo nombre; y subiéndose luego en su caballo, desnudó la espada diciendo que saliese si había quien lo contradijese, porque él la fundaría; no habiendo quien saliera a la defensa, envainó la espada y mandó al escribano del ejército hiciese instrumento público que diese testimonio de aquello, con testigos. Los cimientos de la nueva ciudad fueron doce casas pajizas, número que estimó suficiente para alojar a la tropa. Se trazó el sitio para la edificación de los ranchos o bohíos, y los indios dieron principio a las construcciones, que quedaron muy pronto concluidas, debido a la abundancia de materiales y al número de trabajadores. Los bohíos, según Fray Pedro Simón, eran capaces «y bien acabados a su modo; de palos que a trechos se van hincando en la tierra, llenando los vacíos de entre uno y otro de cañas y barro, y las cubiertas de paja sobre fuertes y bien dispuestas varas; y he oído decir que después que pisé esta tierra, que la intención con que no fundaron más que estas doce casas fue por corresponder al número de los doce Apóstoles».

Escudo de Bogotá.

Sobre la intención con la que se construyeron las doce casas se ha especulado con distintas interpretaciones. Para fray Pedro Simón correspondían a los doce Apóstoles. Juan de Castellanos, en su Historia del Nuevo Reino de Granada, dice lo siguiente:

Y ansí fundaron luego doce ranchos pajizos, que bastaban por entonces para recoger la gente toda, por igualar a las doce Tribus de los hebreos y a las fuentes de la tierra de Elin por do pasaron, y al número doceno de las piedras que del río Jordán fueron sacadas y en el suelo de Gálgata pusieron para memoria de sus descendientes.

Por su parte, el padre Alonso de Zamora afirma que los españoles dispusieron la fundación de la población «con doce casas grandes y capaces entre las que tenían los indios». Con las doce casas pajizas se erigió una pequeña capilla que al decir de fray Pedro Simón era un bohío como los otros, levantado en el lugar en que se edificó después la Catedral Primada de Colombia.
El 6 de agosto de 1538, el padre fray Domingo de las Casas celebró la primera misa de Santa Fe de Bogotá en la capilla que se había construido, ante un pequeño lienzo con la imagen de Cristo. Ese día se tomó como el de la fundación de la ciudad, y así se siguió recordando y conmemorando cada año. Sin embargo, ese día no quedó Santa Fe fundada de acuerdo a todos los actos jurídicos que se debían llevar a cabo, pues el general conservó el gobierno militar y no nombró Cabildo, lo que hubiera dado inicio al gobierno civil.
Quesada y sus hombres permanecieron en la región hasta la llegada en 1539 de las expediciones de Sebastián de Belalcázar, que venía desde el actual Ecuador, y el alemán Nicolás Federmann, que venía desde Venezuela. Los tres jefes expedicionarios acordaron enviar sus pretensiones territoriales al arbitraje de la Corona. 
Jiménez de Quesada llamó a las tierras conquistadas Nuevo Reino de Granada, en honor al reino y ciudad española de Granada.

## Resultado económico de la expedición
El resultado económico de la expedición fue exitoso, contrastando con las pérdidas humanas por enfermedades y ataques de indios y de animales. Los documentos en que se detallaron las ganancias obtenidas, recopilados por el historiador Juan Friede, dan cuenta de los siguientes datos:
- Palacio de Hunza: 136.500 pesos de oro fino, 14.000 pesos de oro bajo y 280 esmeraldas.
- Poblado de Suamox (Sogamoso): 40.000 pesos de oro fino, 12 000 pesos de oro bajo y 118 esmeraldas.
- Total (incluyendo todo el territorio conquistado): 249.976 pesos de oro y 1.815 esmeraldas, algunas de gran tamaño y mucho valor.[10]

El 6 de junio de 1538 se procedió a verificar el pago por servicios a los 174 sobrevivientes que formaban el ejército de Quesada. 
- Pago de deudas: Habiendo pagado los servicios de los soldados, se dividió un total de 148.000 pesos de oro puro, 16.964 pesos de oro de menor calidad y 836 esmeraldas, y se realizaron pagos por los siguientes conceptos:

- Salario del cirujano.
- Costo de medicinas.
- Plomo.
- Hilo para ballestas.
- Arcabuces.
- Hachas.
- Azadones.
- Clavos.
- Donaciones a las iglesias de Santa Marta.
- Pago de misas por los difuntos.
- Erogación del quinto real.

### El conflicto con Lázaro Fonte
Jiménez de Quesada dejó como Teniente en Santa Fe a su hermano, Hernán Pérez de Quesada, y con unos pocos compañeros emprendió el viaje al norte, pensando en bajar al Magdalena para partir hacia España. Pocos días después de su partida recibió en el camino la noticia de que el capitán Lázaro Fonte pensaba denunciarlo luego de que llegara a la costa porque, según Fonte, el general se había llevado muchas esmeraldas ocultas sin haber pagado el quinto real. 
Entonces Jiménez de Quesada se volvió a Santa Fe para intentar aclarar el asunto. Una vez en la población, otro soldado denunció a Lázaro Fonte afirmando que le había visto adquirir de un indio una esmeralda de gran valor, desobedeciendo las órdenes del general, quien había prohibido este tipo de tratos para evitar el fraude a los quintos reales.
Fonte fue sentenciado por Jiménez de Quesada a la pena de muerte, pero la intervención de sus compañeros hizo posible la apelación de la sentencia. El general decidió que llevaría la apelación al Rey en España, a condición de que Fonte permaneciese hasta entonces en el pueblo de Pasca, que en ese momento estaba en guerra con los españoles. Esto se cumplió, y gracias a la intervención de una mujer muisca, Lázaro Fonte fue acogido en Pasca y entabló amistad con su cacique.

## Los tres conquistadores

### La llegada de Nicolás Federmann

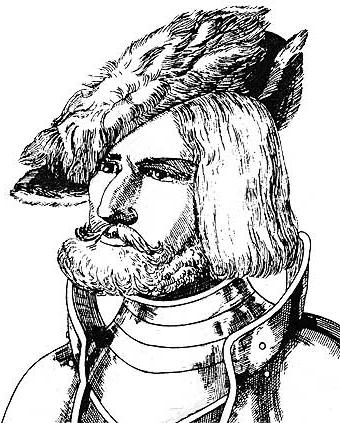
Nicolás Federmann.

Comenzando el año 1539, sin que Jiménez de Quesada partiera aún para España, recibió un mensaje de Lázaro Fonte, que desde Pasca le había escrito en un pedazo de cuero de venado con bija o achiote. En el mensaje le decía Fonte que cerca de Pasca había pasado una expedición europea que subían por el páramo de Sumapaz a la sabana. Este acto de fidelidad hizo que Jiménez de Quesada ordenara de inmediato la libertad de Lázaro Fonte, a la vez que enviaba a algunos capitanes de su confianza para averiguar lo que ocurría. 
Los informantes descubrieron que se trataba de tropas al mando del alemán Nicolás Federmann, que venía desde los Llanos Orientales. Federmann remontó el páramo y descendió luego siguiendo el curso del río Fusagasugá, llegando a Pasca con su tropa en pésimas condiciones de salud y de vestido, pues estaban semidesnudos, cubiertos solo por algunas pieles de animales y con unas rudimentarias abarcas que se habían hecho para cubrir los pies. 
Al enterarse Jiménez de Quesada de la llegada del alemán a Pasca, se preparó para ir a su encuentro, acompañado de numerosos caciques que conducían a sus tropas de güechas.
Cuando la comitiva de Jiménez de Quesada iba en Bosa, llegó allí la tropa de Federmann. El recibimiento fue ceremonioso, con tambores y cornetas. Ambos bajaron de sus caballos, se abrazaron y se dijeron palabras de amistad. Montaron luego a sus caballos y tomaron el camino hacia Santa Fe.
Jiménez de Quesada tenía ya noticias de que otro grupo desconocido de europeos acampaba ya en el Magdalena, por lo que se apresuró a pactar con el alemán, a quien le ofreció 10 000 pesos en oro y la garantía de que sus soldados gozarían de los mismos privilegios que los que ya estaban antes en Santa Fe. Federmann aceptó el pacto, que se celebró poniéndose los dos generales un capote llamado tudesco.

### La llegada de Sebastián de Belalcázar
Jiménez de Quesada envió a su hermano Hernán al campamento del Magdalena en el que se encontraban los europeos desconocidos, con el objeto de inquirir sus intenciones y ofrecer a su jefe oro y esmeraldas. Algunas fuentes sostienen que Quesada se enteró de la llegada de Belalcázar antes que de la de Federmann, aunque la mayoría opina lo contrario.
Hernán Pérez de Quesada encontró en el valle del Magdalena a Sebastián de Belalcázar, quien había instalado su campamento en la confluencia del río Sabandijas, y quien ya estaba al tanto de la expedición de Jiménez de Quesada. Belalcázar venía del Perú, en cuya jurisdicción había fundado, entre otras, la ciudad de San Francisco de Quito. Allí había escuchado los relatos acerca del «hombre dorado» que vivía en el reino de Kuntur Marqa («Nido del cóndor»), la actual Cundinamarca, región de Colombia en la que se encuentra la Sabana de Bogotá y la Laguna de Guatavita, en donde se realizaba la ceremonia que dio origen a la leyenda de El Dorado. Estos relatos animaron a Belalcázar a ir en busca de esa región.
Belalcázar recibió con cortesía a Hernán Pérez, asegurándole que no pretendía oponerse a los derechos de Jiménez de Quesada, y que solo pedía paso libre para seguir su camino en busca de El Dorado. Recibió el regalo de oro y esmeraldas que le llevaba Hernán Pérez y le correspondió a su vez con una vajilla de plata.
Sin embargo, Belalcázar cambió de opinión después y quiso aliarse con Federmann para despojar a Jiménez de Quesada de su derecho de conquista. Para ejecutar su proyecto, emprendió rápido camino pasando por Tena y se situó en Bosa, en donde envió al capitán Juan de Cabrera con un mensaje para Jiménez de Quesada en el que le exigía la entrega del territorio, pues, según Belalcázar, estaba dentro de la jurisdicción del Perú y de lo conquistado por Francisco Pizarro.

### Acuerdo entre los tres conquistadores
Ante el mensaje enviado por Belalcázar, Jiménez de Quesada se negó por completo a aceptar los términos. Al mismo tiempo, Federmann se negó a aliarse con Belalcázar para traicionar a Jiménez de Quesada, y después de muchas discusiones, los capellanes de cada uno de los tres grupos lograron un acuerdo general en los siguientes términos:
1. Los tres generales irían a España para delimitar sus pretensiones.
2. Los soldados de Belalcázar quedarían en el Nuevo Reino con las prerrogativas de conquistadores.
3. El territorio sería gobernado por Hernán Pérez de Quesada durante la ausencia del fundador de Santa Fe.
4. El Valle de Neiva estaría comprendido en la gobernación del Perú.
De este modo, firmadas estas condiciones, quedó establecida la paz, y aunque Jiménez de Quesada le ofreció a Belalcázar más oro, este lo rechazó con orgullo para que no se dijese que traicionaría a Francisco Pizarro por dinero.

### Encuentro entre los tres conquistadores
En febrero de 1539 entraron en Santa Fe los tres conquistadores, en medio del júbilo de sus hombres por la concordia alcanzada. Durante varios días se hicieron fiestas, cacerías y carreras de caballos entre los soldados. Refieren varios cronistas que había diferencias notables entre las tres tropas, no solo por las peripecias que cada uno había pasado, sino también por el vestido:lLos de Jiménez de Quesada vestían con mantas indígenas, al estilo muisca; los de Federmann vestían con pieles de animales salvajes, y los de Belalcázar lucían trajes europeos de grana y seda.
Después se prepararon los tres generales para partir hacia España, aprestándose al efecto embarcaciones en Guataquí, a orillas del río Magdalena. Por consejo de Belalcázar, que tenía experiencia en la conquista y colonización de nuevos territorios, Jiménez de Quesada dispuso luego que Santa Fe dejara de ser un establecimiento militar de defensa y partida hacia nuevas exploraciones, para pasar a ser un poblado más formal. Para esto, repartió entre los soldados los primeros lotes de tierra para que se asentaran en la ciudad y adquirieran hábitos de trabajo, dejando la vida aventurera.

### Fundación formal de Santa Fe de Bogotá
Siguiendo las indicaciones de Belalcázar, en abril de 1539, estando presentes los tres conquistadores, se verificaron con solemnidad en Santa Fe los actos jurídicos que se acostumbraban en la fundación de ciudades. En esta ocasión Jiménez de Quesada sí estableció el gobierno civil de la siguiente manera:
- Nombró Alcaldes a Jerónimo de la Inza y a Juan de Arévalo.
- Construyó el Ayuntamiento con siete Regidores: Juan de Sanct Martín, Juan de Céspedes, Antonio Díaz Cardoso, Lázaro Fonte, el alférez Hernán Vanegas, Fernando Rojas y Pedro Colmenares, y se nombró Justicia Mayor del Nuevo Reino al capitán Gonzalo Suárez Rendón.
- Dio el cargo de Escribano a Juan Rodríguez Benavides.
- Dio el cargo de Alcalde Mayor a Baltasar Maldonado.
- Ratificó a su hermano Hernán Pérez de Quesada en el cargo de Teniente General, decisión aprobada por el Cabildo.
- Trazó las calles y repartió los solares de la ciudad.
- Encargó como Cura de Almas al presbítero Juan Verdejo, capellán de la tropa de Federmann, pues el padre fray Domingo de las Casas regresaba a España.

Al mismo tiempo, Jiménez de Quesada dio comisión a Gonzalo Suárez Rendón y a Martín Galeano para que fundara cada uno nuevas ciudades.

## Viaje a Cartagena de Indias y España
En mayo de 1539 salieron Jiménez de Quesada, Belalcázar y Federmann de Santa Fe en viaje a la Península. Cuando bajaban por el río Magdalena, al aproximarse a un raudal que forman las aguas en lo que se llamaba salto de Honda, hubo necesidad de bajar los equipajes y llevarlos por tierra por la orilla del río. En el viaje fueron atacados varias veces por indios que los perseguían en piraguas. Al principio del mes de junio arribaron a Cartagena de Indias, donde fueron recibidos con muestras de admiración.
La noticia de las riquezas y nuevas tierras llegó al nuevo gobernador de Santa Marta, Jerónimo Lebrón de Quiñones, quien planeó ir a Santa Fe de Bogotá para posesionarse en esa ciudad, pues consideraba que pertenecía a su gobierno. Jiménez de Quesada, desde Cartagena, envió a varios agentes protestando contra tales pretensiones y mandándole decir que el Nuevo Reino de Granada no pertenecía a la jurisdicción de Santa Marta, por lo que no reconocería su autoridad.
En julio de 1539 partieron desde Cartagena los tres conquistadores hacia España y arribaron al puerto de Sanlúcar de Barrameda. Quesada presentó su requerimiento de ser gobernador, sin obtener éxito, mientras que la gobernación de Popayán fue otorgada a Belalcázar. Quesada regresó en 1549 con el título honorífico de Gobernador de El Dorado.

## En busca de «El Dorado»

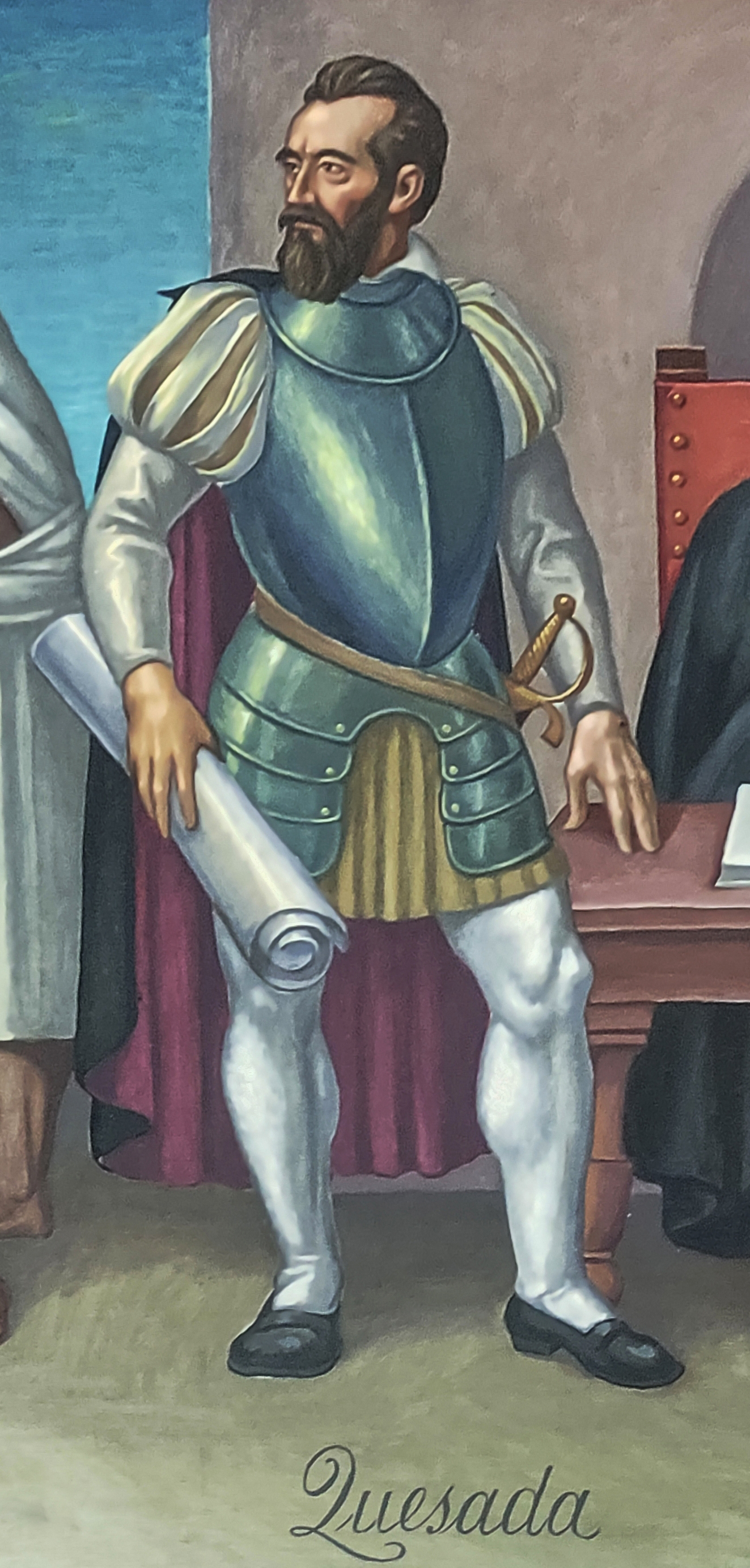
Gonzalo Jiménez de Quesada en edad madura pintado por el artista colombiano Luis Alberto Acuña.

Con la idea de llegar a las legendarias y míticas tierras de El Dorado, en 1568, a la edad de 60 años, Jiménez de Quesada recibió la misión de conquistar Los Llanos al oriente de los Andes Colombianos. Partió de Bogotá en abril de 1569 con 400 españoles, 1500 nativos, 1100 caballos y 8 sacerdotes. Cruzando el Páramo del Sumapaz por la ruta de Nicolás Federmann, descendió a Mesetas en el alto río Guejar. Allí fue destruido la mayor parte del ganado al quemarse la pradera. La expedición se dirigió a San Juan de los Llanos, donde el guía Pedro Soleto definió que el curso a seguir sería el suroriente y dicha dirección se mantuvo durante dos años. 
Después de un año, poco más o menos, algunos hombres regresaron con Juan Maldonado y la expedición volvió a San Juan después de seis meses con pocos sobrevivientes. Por último llegaría a San Fernando de Atabapo, en la confluencia entre el Guaviare y el Orinoco, en diciembre de 1571, pero no pudo avanzar, ya que para esto se requería la construcción de barcos. 
Por lo tanto debió regresar derrotado a Santa Fe en diciembre de 1572 con tan solo 64 españoles, 4 nativos, 18 caballos y dos sacerdotes. La expedición fue uno de los más caros desastres registrados y luego de un breve período de servicio en el comando de la frontera, Quesada se retiró a Suesca con lo que pudo salvar de su fortuna.

## Fundación de la Universidad Santo Tomás

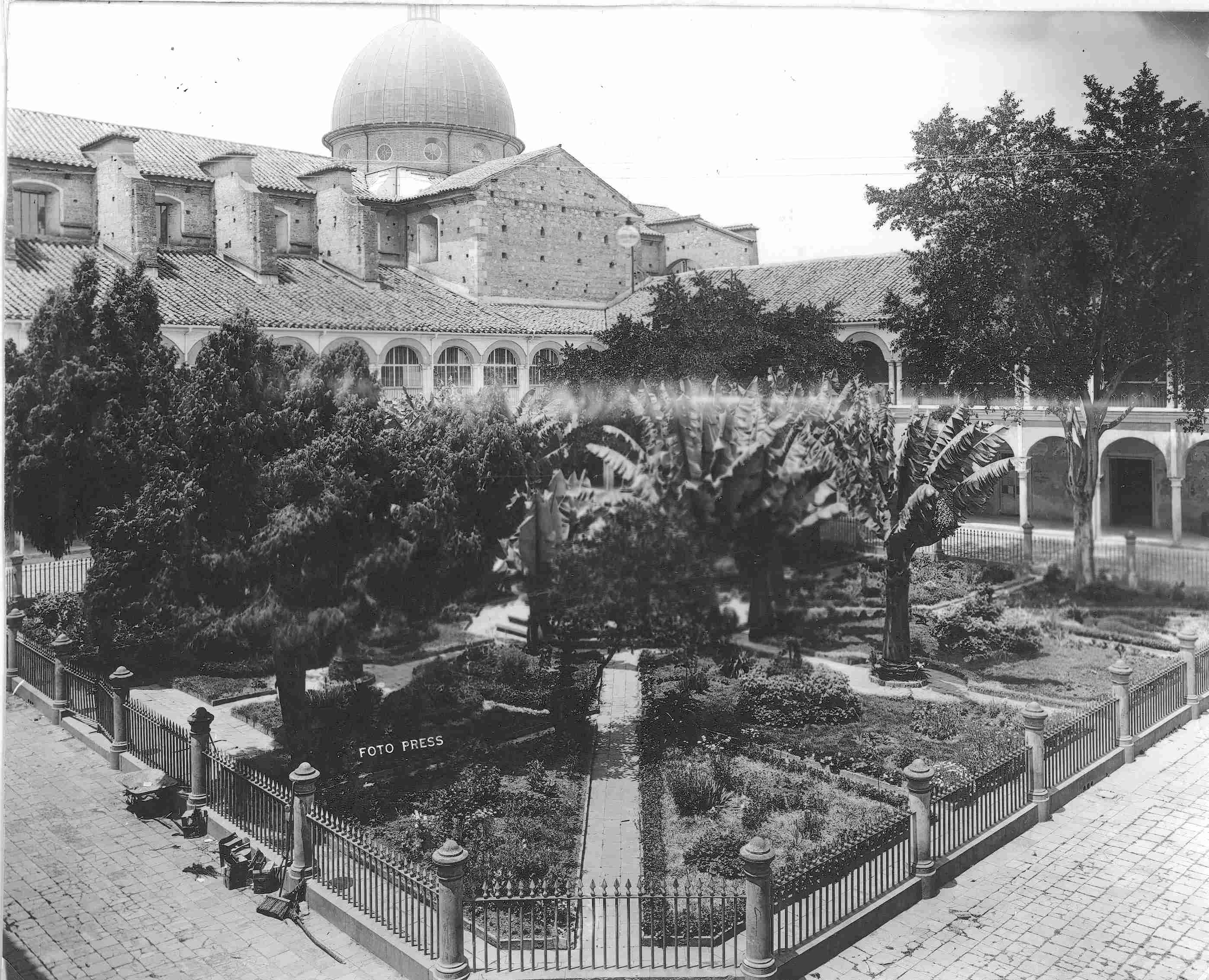
Convento de Nuestra Señora del Rosario, o de Santo Domingo, en Bogotá, primera sede de la Universidad Santo Tomás, construido en 1550 y demolido en 1938.

Los trámites para la fundación de la Universidad Santo Tomás, la más antigua de la actual Colombia, se iniciaron en vida de Gonzalo Jiménez de Quesada por iniciativa de la Orden Dominicana.
En 1563, veinticinco años después de la fundación de la ciudad, los dominicos abrieron la primera cátedra de gramática, y diez años después, en 1573, las de filosofía y teología. Jiménez de Quesada instituyó una fiesta en honor a Santo Tomás de Aquino para celebrar el comienzo de las clases y donó al convento dominico su biblioteca personal. Esto animó a los monjes a empezar los trámites ante la Corona para fundar una universidad en que se diesen estudios completos y donde se pudiesen conferir grados académicos.
Enviaron los dominicos al padre Juan Mendoza a la Corte de Madrid, y tras varios años de estudio, la solicitud fue aprobada y se dispuso por real cédula de 10 de noviembre de 1593 que se informase al Presidente y a toda la Real Audiencia de Santafé sobre la conveniencia de conceder el permiso solicitado. Como el permiso se había demorado tanto tiempo, el padre Mendoza tuvo que recurrir a la Santa Sede para intentar agilizarlo. Mientras se verificaban estos trámites, ya habían iniciado nuevas diligencias para fundar más planteles educativos por otras órdenes religiosas.

## Muerte

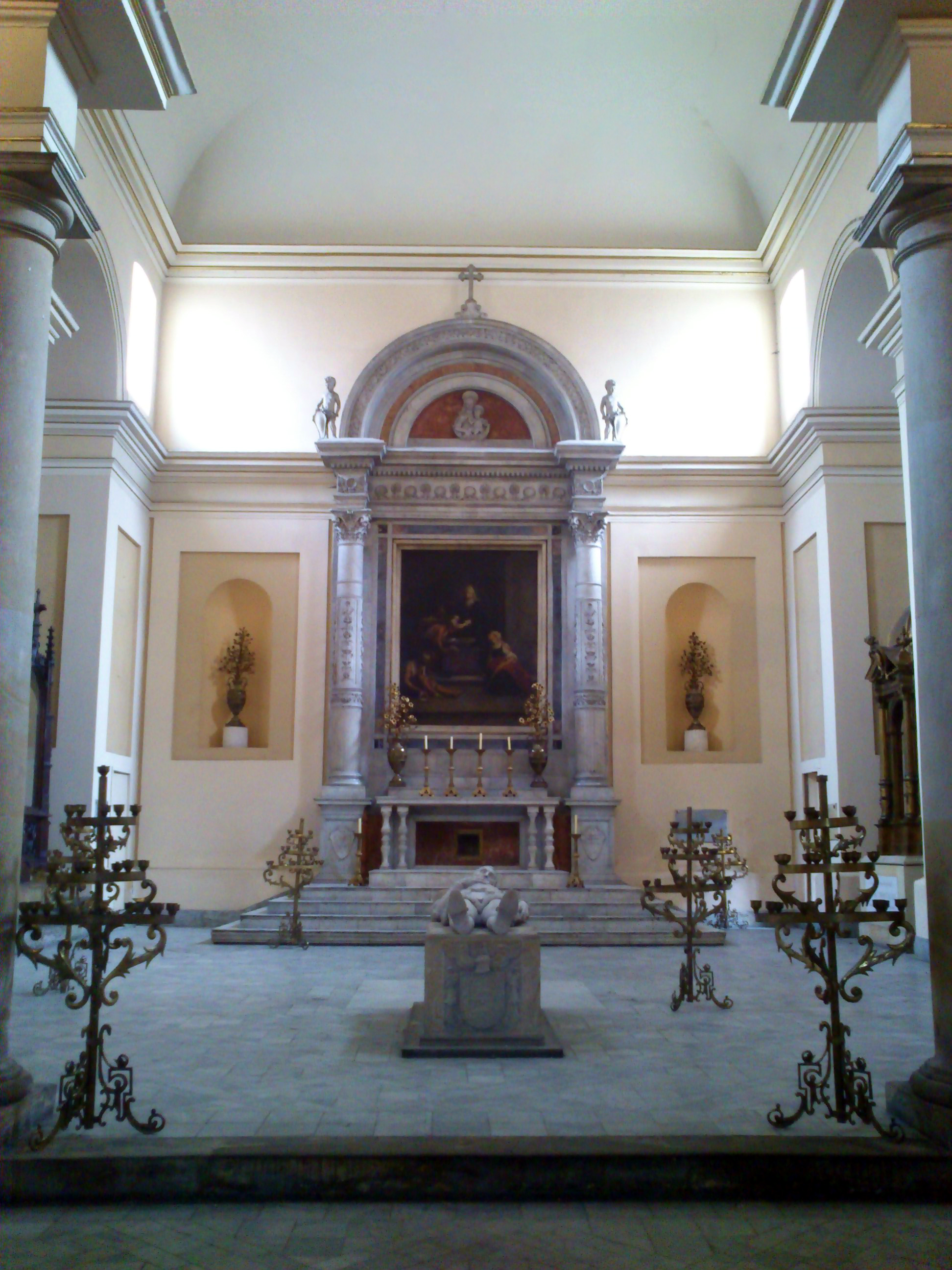
Tumba de don Gonzalo Jiménez de Quesada en la capilla de Santa Isabel de Hungría, al interior de la Catedral Primada de Colombia, en Bogotá.

No está clara la causa de muerte de Gonzalo Jiménez de Quesada. Se ha afirmado que murió de lepra en la villa de San Sebastián de Mariquita, el 16 de febrero de 1579, pero en los documentos de la época, él menciona frecuentemente padecer de asma, al punto de no poder vivir en Santafé de Bogotá y tenerse que retirar a tierra caliente. Sus restos fueron trasladados a la capital en julio de 1597, por disposición del Presidente de la Real Audiencia, don Antonio González Manrique.

## Obras de Gonzalo Jiménez de Quesada
- Gran Cuaderno 1539? (obra perdida), usada como fuente por Gonzalo Fernández de Oviedo para su crónica, así como para el Epítome de la Conquista del Nuevo Reino de Granada.
- Apuntamientos y anotaciones sobre la historia de Paulo Jovio (Antijovio), 1567.
- Los ratos de Suesca (obra perdida): Algunos investigadores creen que Los ratos de Suesca es otro título para el Compendio historial, obra perdida que habría utilizado el cronista Lucas Fernández de Piedrahíta como fuente para su crónica. Otros consideran que se trataría de obras distintas.
- Anales (obra perdida)
- Diferencias de la Guerra de los dos Mundos (obra perdida)
- Historia de las Indias (obra perdida)
- Del Príncipe y la Guerra (obra perdida)
- Sermones en honor de Nuestra Señora  (obra perdida)
- Obra de autor anónimo que fue atribuida a Jiménez de Quesada, actualmente atribuida a Alonso de Santa Cruz: Epítome de la conquista del Nuevo Reino de Granada, 1548.

Se conservan en el Archivo General de Indias de Sevilla, así como en el Archivo General de la Nación de Colombia, distintos documentos y cartas de índole oficial, legal y procesal escritos por Jiménez de Quesada.
- Cuaderno de la Jornada 1536-1538, donde se apuntan las entradas de oro durante la expedición salida de Santa Marta
- Instrucciones para el buen gobierno 1548, comentarios y sugerencias para el gobierno del Nuevo Reino de Granada
- Memoria de los Descubridores, que entraron conmigo a descubrir y conquistar el Nuevo Reino de Granada, 1567.

Estos documentos y cientos más han sido publicados por el investigador Juan Friede en sus diversas obras sobre el tema. 

### ElAntijovio
El Antijovio, escrito entre el 29 de junio y el 30 de noviembre de 1567, es la única obra de Jiménez de Quesada que se ha conservado en su integridad, y sobre cuya autoría no existen dudas. Su título completo es Apuntamientos y anotaciones sobre la historia de Paulo Jovio, Obispo de Nochera, en que se declara la verdad de las cosas que pasaron en tiempo del Emperador Carlos V, desde que comenzó a reinar en España hasta el año MDXLIII con descargo de la Nación Española.
El manuscrito, tras llegar a España, estuvo perdido durante siglos, hasta que en 1927 fue recuperado en la biblioteca del vallisoletano Colegio de Santa Cruz, y en 1952 fue impreso por primera vez en Bogotá gracias al Instituto Caro y Cuervo, con un estudio preliminar del historiador y antropólogo español Manuel Ballesteros Gaibrois (1911-2002).

### Los ratos de Suesca
Los ratos de Suesca, obra que también habría recibido el título de Compendio historial de las Conquistas del Nuevo Reino, es una obra extraviada que Jiménez de Quesada habría escrito en la población de Suesca, que era su lugar de predilección. En dicha obra se expondría la relación sucinta de la expedición de conquista del Nuevo Reino de Granada con anotaciones testimoniales sobre las costumbres de los indígenas. Sobre la existencia de esta obra existen varios testimonios, entre otros el de Juan de Castellanos y el del obispo neogranadino Lucas Fernández de Piedrahíta, quien afirma que accedió al manuscrito en una de las librerías de la Corte, en España, y se lamenta de que, pasados ya ochenta años, en su época, desde la remisión a la Península del manuscrito, aún no se hubiese llevado a la imprenta.